# Urbanismo de Pontevedra

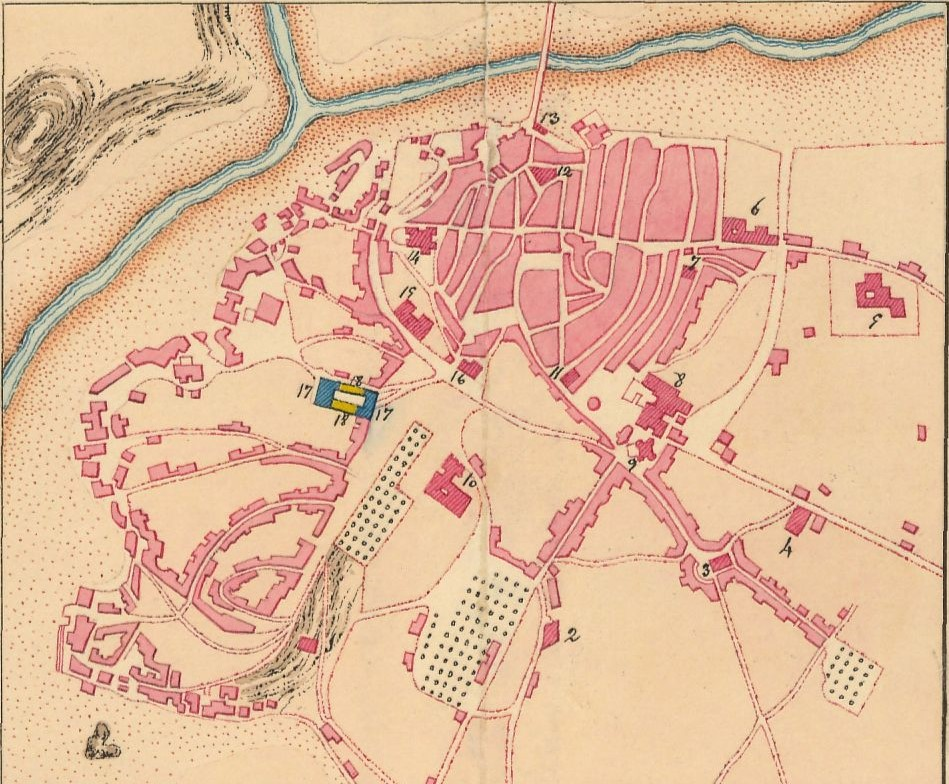
Plano esquemático de Pontevedra en 1861 según Pedro Alonso, del Cuerpo de Ingenieros del Ejército.

El urbanismo de Pontevedra, capital de la provincia española del mismo nombre, se desarrolló conforme a los cambios históricos y territoriales de la ciudad, y en consonancia con otros factores definitorios del espacio público, como la arquitectura, las infraestructuras urbanas y la adecuación y mantenimiento de espacios naturales, parques y jardines. La posición estratégica de la capital, en la confluencia de la ría de Pontevedra con los ríos Lérez, Gafos y Rons, así como el arroyo Valdecorvos, ha influido decisivamente en su desarrollo urbanístico a lo largo de la historia.

## Origen de la ciudad

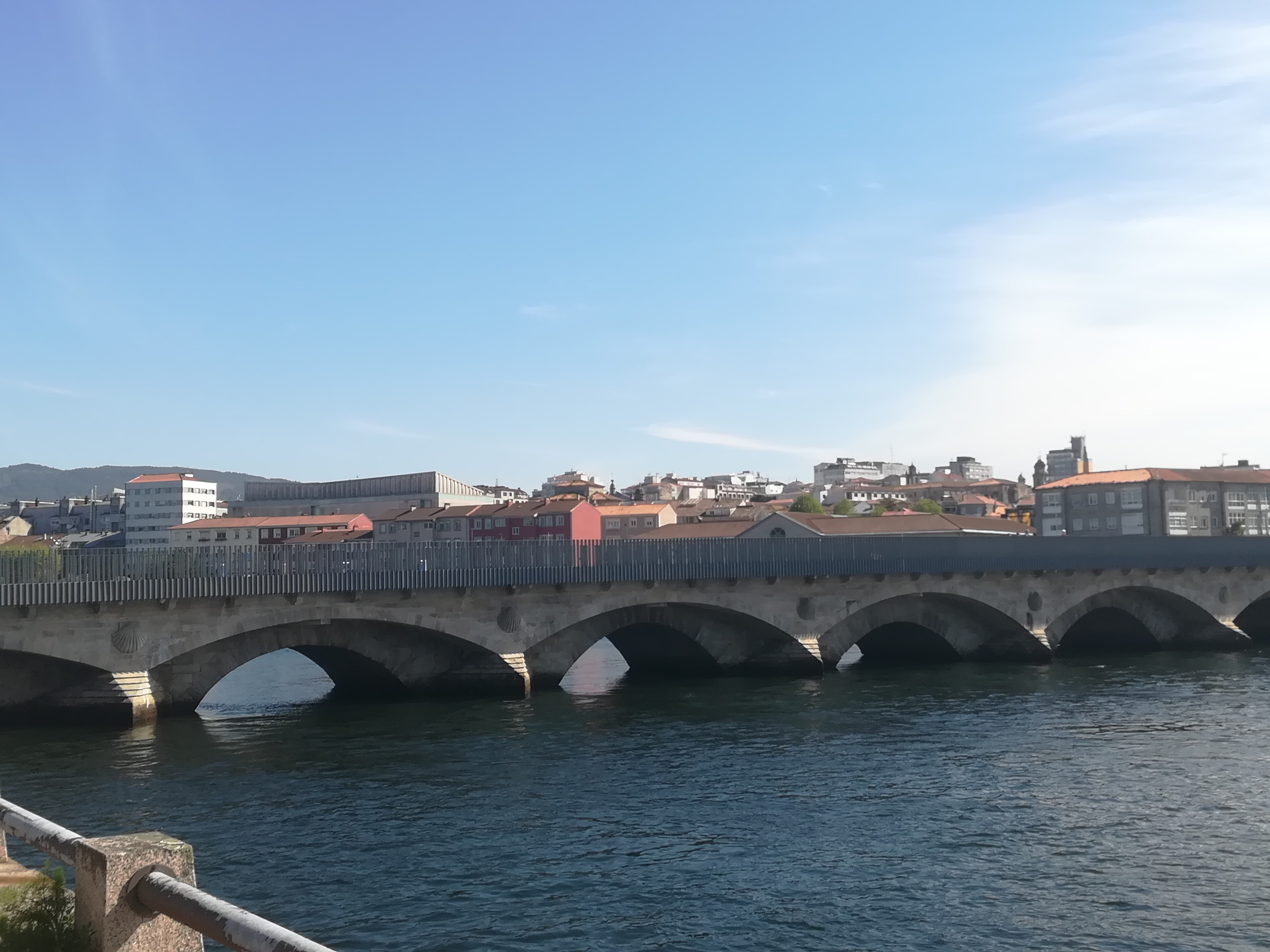
Puente del Burgo.

El origen de la ciudad se remonta a la época romana, cuando existía un núcleo urbano primitivo conocido como Turoqua (Torre sobre el agua), situado en la Vía XIX, cerca del antiguo puente romano que cruzaba el río Lérez. Asimismo, el actual barrio de Mollavao tuvo su origen como zona portuaria en el Imperio romano, sirviendo como antepuerto de Pontevedra.
Este asentamiento urbano inicial de Turoqua, vital en su tiempo, dejó de ser relevante tras la caída del Imperio romano, y las noticias sobre Pontevedra no están documentadas durante varios siglos.
En el siglo X se reactivó la actividad de la zona, con barcos y galeras navegando por la ría de Pontevedra. Sin embargo, no fue hasta el siglo XII cuando se tuvieron referencias documentales que describen la estructura emergente del asentamiento actual. En este período, el antiguo puente romano, que había sobrevivido en estado de deterioro, finalmente fue reemplazado por una nueva construcción medieval, el actual puente del Burgo. Este puente renovado marcó un momento decisivo en el desarrollo de la ciudad, simbolizando el inicio de su evolución hacia el asentamiento urbano de hoy en día.

## La ciudad medieval

### Orígenes de la villa medieval
En el siglo XII, Pontevedra, entonces conocida como Ponte Veteri, comenzó a forjar su identidad urbana a partir de la concesión de su primer fuero. La ubicación estratégica de la villa, situada en un promontorio rodeado por los ríos Lérez y Tomeza, desempeñó un papel crucial en su desarrollo. Este espolón, con una amplia plataforma aplanada en su cima, ofrecía una defensa natural y una posición privilegiada en la Depresión Meridiana, especialmente significativa en el contexto de las constantes luchas fronterizas con el Portugal de Alfonso Henríquez.
La concesión del Fuero de Pontevedra en 1169 fue un hito decisivo. Este fuero no solo elevó a Ponte Veteri a la categoría de villa, sino que también le otorgó importantes libertades y exenciones fiscales. Estas ventajas legales impulsaron su crecimiento y fomentaron el aumento de la actividad comercial, posicionando a Pontevedra como un puerto de escala clave en las rutas que conectaban el Atlántico con el Mediterráneo.

### Estructura urbana y funcionalidad
En la Pontevedra medieval, la ciudad se organizaba en dos áreas urbanas distintas con funciones bien definidas: la villa amurallada y el arrabal marinero de A Moureira.

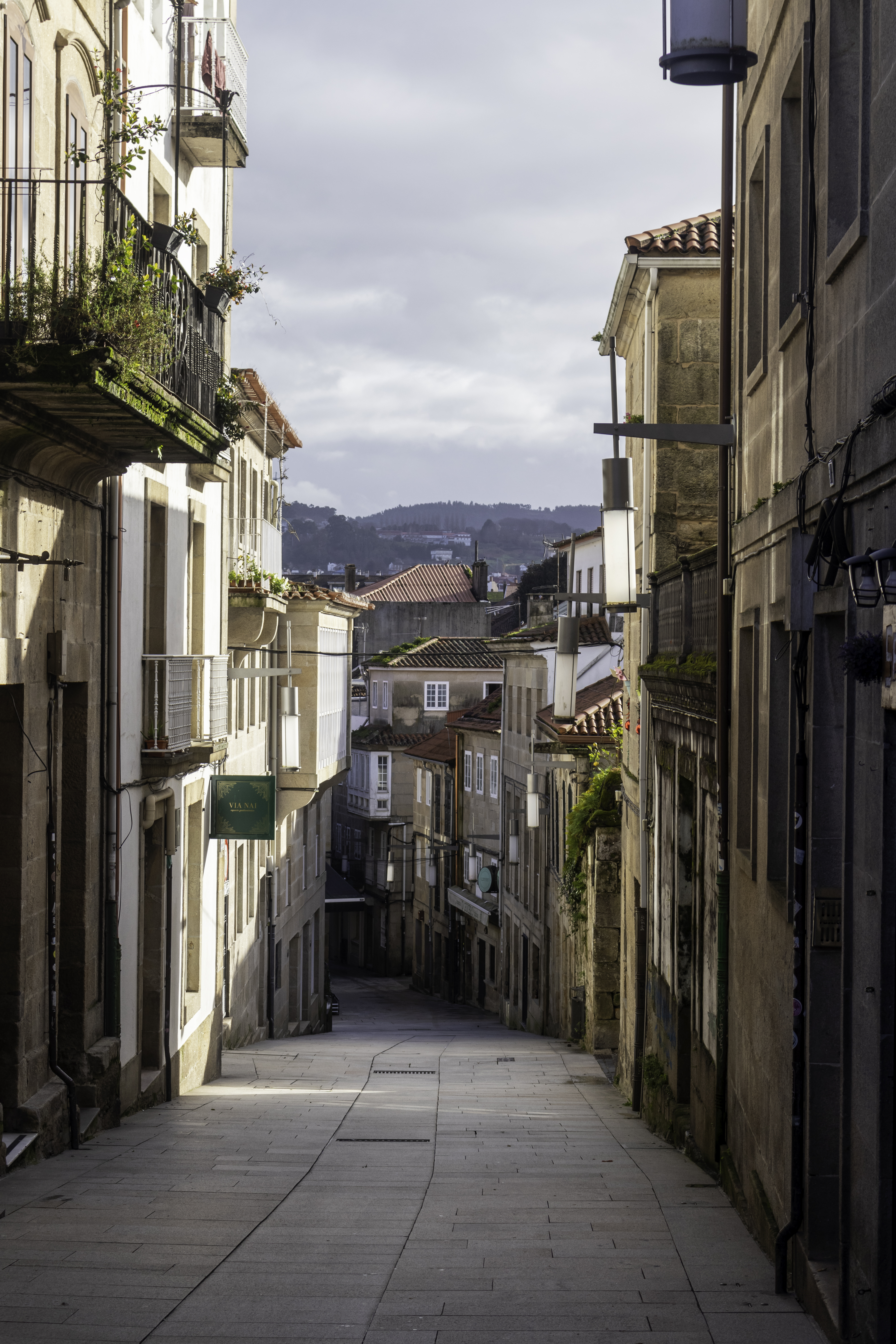
Calle Isabel II.

- La Villa Amurallada: Este núcleo central, inicialmente asentado sobre un montículo dominado por la primitiva iglesia románica de Santa María, se convirtió en el corazón comercial y artesanal de la ciudad, además de cumplir funciones defensivas. La disposición de sus calles y edificios reflejaba un diseño estratégico, con la villa estructurada en torno a dos colinas dominantes. En una de ellas se erigía la antigua iglesia de Santa María, predecesora de la actual basílica, mientras que la otra albergaba la iglesia de San Francisco. El trazado de la villa seguía el patrón característico de las ciudades medievales, con dos calles principales que se corresponden con las actuales Isabel II y Sarmiento, y una red de calles secundarias paralelas que configuraban un plano urbano en espina de pez.[4]

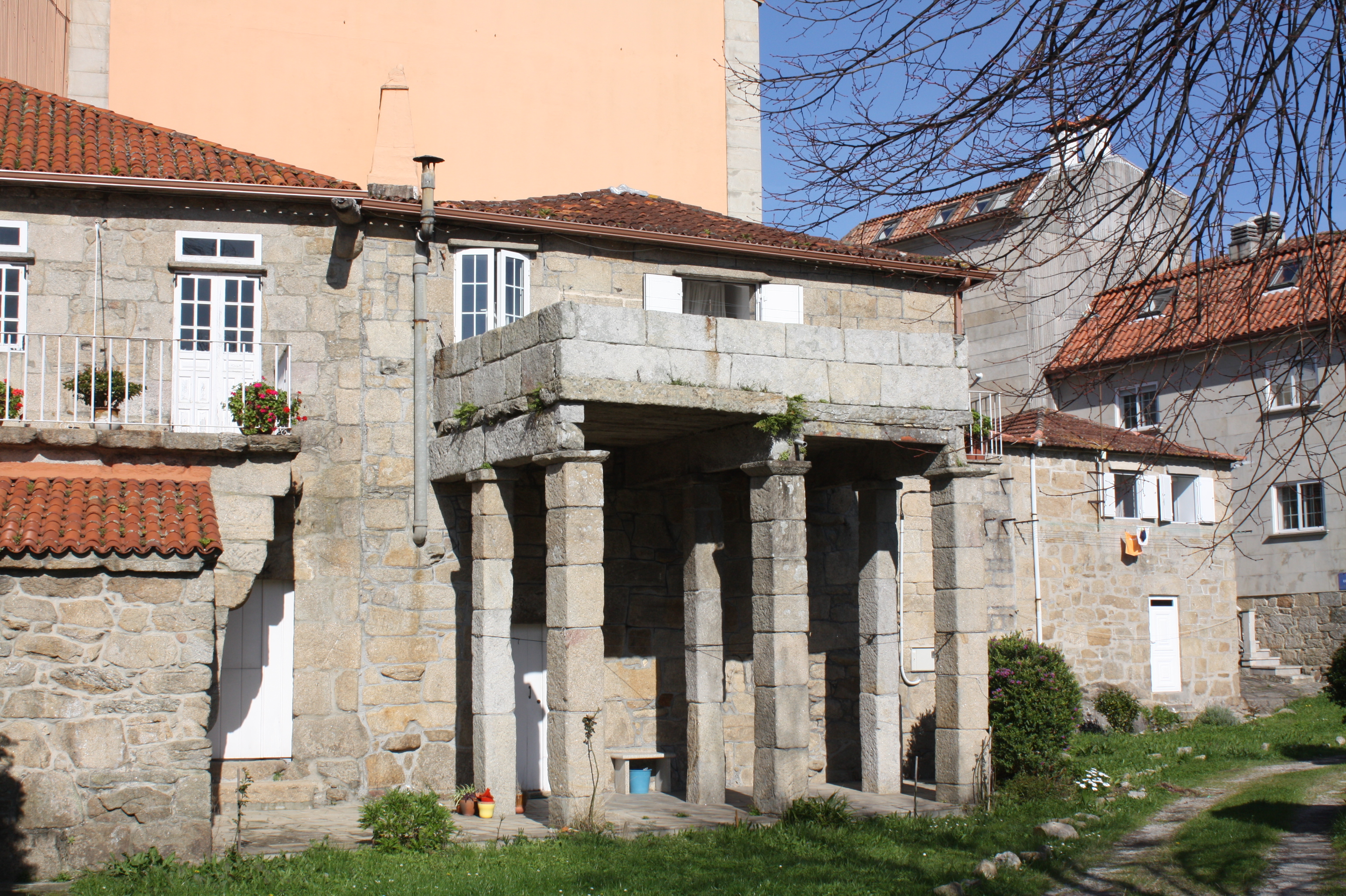
Casas en A Moureira.

- El Arrabal de A Moureira: Esta zona, situada a lo largo del río Lérez y extendiéndose desde las proximidades del puente del Burgo hasta la desembocadura del río Gafos, era el centro de las actividades pesqueras y de salazón. A Moureira estaba separada de la villa amurallada y desempeñaba un papel crucial en la economía local, enfocándose en la producción y comercialización de pescado.[5]

Ambos sectores, con sus funciones específicas y su disposición urbanística, reflejaban la complejidad y la importancia de Pontevedra en la Edad Media.

### Privilegios reales y expansión
La lealtad de Pontevedra hacia los monarcas de León y posteriormente de Castilla fue recompensada con una serie de privilegios que impulsaron significativamente el crecimiento y la vitalidad de la ciudad, consolidando su papel como un puerto próspero, centrado en el arrabal de A Moureira. Por otra parte, el actual barrio de Mollavao, primer antepuerto de Pontevedra, ya es citado como Mollia Vada (muelle de descarga), en un documento de 1220.
En 1229, Alfonso IX concedió a Pontevedra el derecho exclusivo para la cura y distribución del pescado en todo el Reino, estableciendo así una base sólida para su industria pesquera. Posteriormente, en 1238, Fernando III otorgó a la ciudad el privilegio de fabricar grasa de saín, aumentando aún más su influencia económica. En 1452, Juan II elevó su estatus al concederle el título de puerto de carga y descarga de Galicia, mientras que Enrique IV autorizó el establecimiento de una Feria Franca anual de 30 días, que atrajo más comercio a la ciudad.
Estos privilegios marcaron el inicio de un período de esplendor urbano que perduró hasta el siglo XVI. Durante esta época de auge, la ciudad experimentó dos ampliaciones de su muralla, adaptándose a su creciente importancia comercial y demográfica. Este reconocimiento real no solo subrayó la importancia estratégica de Pontevedra, sino que también catalizó su desarrollo y consolidación como un importante centro urbano.

### Desarrollo medieval de la trama urbana

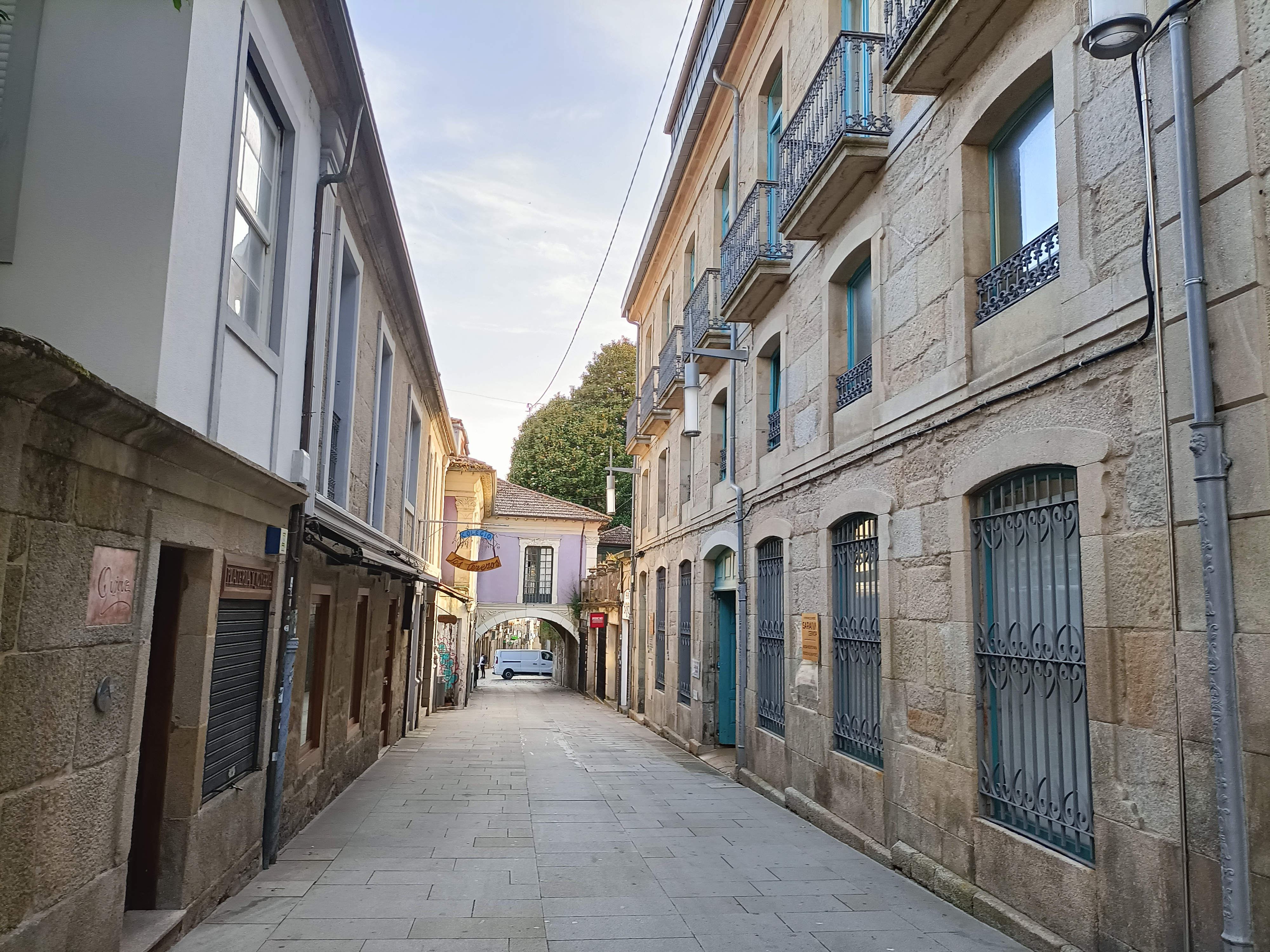
Calle Don Gonzalo.

En el siglo XII, el plano de la ciudad correspondía a una ciudad-bastida con un trazado ortogonal planificado en la zona más occidental del actual centro histórico, organizada en torno a tres calles paralelas (Platería Vieja, Amargura-San Martiño y Alta-Sor Lucía) y una transversal central, correspondiente al tramo alto de la calle Isabel II. El progresivo auge económico y la consiguiente presión demográfica se materializaron hacia 1250 con la primera expansión del recinto fortificado. El nuevo trazado circular, con un entramado de calles radiocéntrico a partir de la plaza de las Cinco Calles, descendía hasta el puerto y llegaba hasta la calle Don Gonzalo por el este y hasta la calle del Comercio por el sur.
En la Pontevedra medieval, la mayoría de las viviendas eran de tamaño modesto, con una o dos plantas, situadas en calles angostas. Estas casas, construidas principalmente con madera, barro, teja y hierro, reflejaban la simplicidad de la arquitectura popular de la época. La piedra, por otro lado, se reservaba exclusivamente para las residencias de la clase burguesa, que eran más ostentosas.

### Órdenes mendicantes y nuevas ampliaciones de la muralla
A finales del siglo XIII, el crecimiento económico y demográfico de Pontevedra se hizo evidente con la llegada de tres órdenes mendicantes: los dominicos, las clarisas y los franciscanos. Estas comunidades religiosas se establecieron alrededor de la muralla, lo que evidenció la prosperidad y la expansión de la ciudad en ese período.
Entre 1300 y 1325, la necesidad de reforzar la defensa de la ciudad y de gestionar los ingresos fiscales, llevó a la construcción de una nueva muralla que rodeaba el burgo en expansión. Este nuevo recinto amurallado se extendía desde las proximidades del convento de San Francisco, recorriendo la calle Pasantería y la plaza de la Herrería, hasta llegar a la actual calle Michelena.

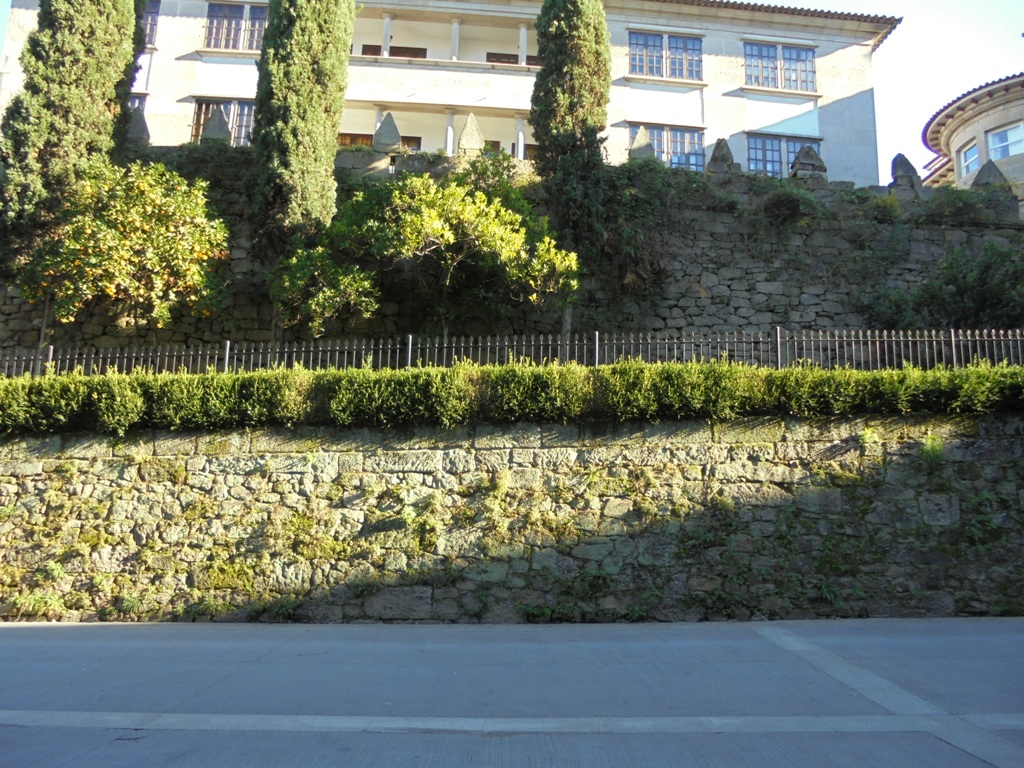
Paño de la muralla de Pontevedra.

Las principales puertas de esta muralla, diseñadas para controlar el acceso a la ciudad, incluían las de Santa María, Santo Domingo, Trabancas y Rocheforte. Estas entradas estaban estratégicamente situadas frente a los caminos principales que conectaban la villa con las áreas circundantes, garantizando así un control efectivo sobre el tránsito y la seguridad de la ciudad.
A partir de 1450, se emprendió la tercera y última ampliación de la muralla de la ciudad. Esta expansión fue impulsada por la creciente necesidad de fortificaciones más robustas debido a la creciente amenaza de la nobleza y la demanda de un espacio adecuado para la Feria Franca. La nueva muralla, que se completó alrededor de 1480, definió el perímetro de la ciudad durante siglos y configuró lo que hoy se conoce como el centro histórico. Este recinto fortificado se mantuvo esencialmente intacto hasta su demolición en el siglo XIX, marcando una importante etapa en la evolución urbana de Pontevedra.

### Plazas y otros espacios urbanos

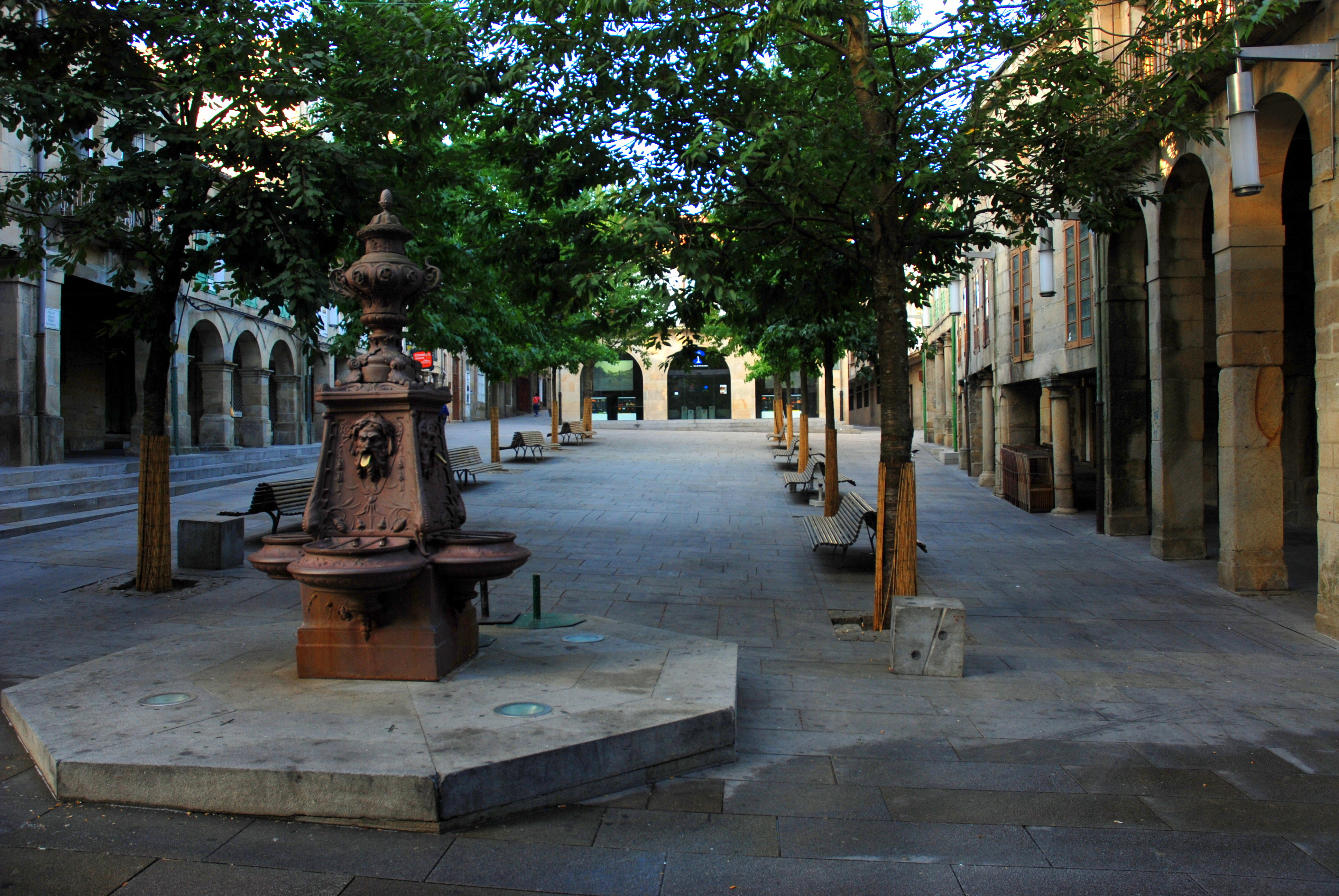
Plaza de la Verdura, antigua plaza de la Feria Vieja.

La sinuosidad y estrechez de las calles de la villa medieval de Pontevedra se vieron aligerados con la incorporación de tres plazas clave. La actual plaza de la Verdura, documentada desde 1330 como lugar de la Feria, la plaza de Méndez Núñez, surgida durante la segunda extensión de las murallas en el siglo XIII, y la plaza de las Cinco Calles, tuvieron un papel determinante en la reorganización del espacio urbano. Estas plazas no solo proporcionaron puntos de referencia y áreas abiertas, sino que también facilitaron la circulación en una red de calles secundarias dispuestas en un patrón de espina de pez que conectaban con el eje principal formado por las actuales calles Isabel II y Sarmiento. Otras plazas, como Teucro, Leña y Pedreira, situadas a lo largo de estas calles, estaban rodeadas por pazos y casas con soportales, desempeñando una función esencial en la configuración de la vida social y la organización del tejido urbano de la villa.
Durante la Edad Media, también emergió el primer asentamiento en lo que hoy es el barrio de O Burgo. El Burgo Pequeño, el primero de los tres arrabales que se desarrollarían en la ciudad, surgió con la ermita de San Jacobo o Santiago del Burgo como su núcleo. Aunque de tamaño reducido, este nuevo asentamiento hizo que el puente del Burgo se convirtiera en un enlace vital entre la ciudad y el barrio, aumentando el perímetro urbano de Pontevedra.

## La ciudad en la Edad Moderna

### Crecimiento y renovación urbana en elsigloXVI
Durante el siglo XVI, la ciudad experimentó un notable crecimiento reflejado en numerosas iniciativas urbanísticas y nuevas construcciones. Se llevaron a cabo restauraciones y reformas en edificios, calles, plazas, murallas, muelles, hospitales y templos. Surgieron nuevas edificaciones como la antigua casa consistorial, el edificio judicial de los alcaldes, la alhóndiga, la carnicería, así como la traída de aguas y las fuentes de la Herrería y Santo Domingo, junto con un incipiente sistema de alcantarillado. Entre las edificaciones religiosas y asistenciales destacaban la capilla de Nuestra Señora del Camino, la iglesia de San Bartolomé el Viejo y el hospital de San Juan de Dios. La basílica de Santa María la Mayor, construida por el Gremio de Mareantes, fue la obra cumbre del siglo en Pontevedra, actuando urbanísticamente como nexo de unión entre las dos partes de la ciudad (el centro histórico y A Moureira). Por otra parte, en 1595 ya se describía el actual barrio de Mollavao en el primer plano de la ciudad, conservado en el Archivo General de Simancas, como lugar notable de la ría de Pontevedra.

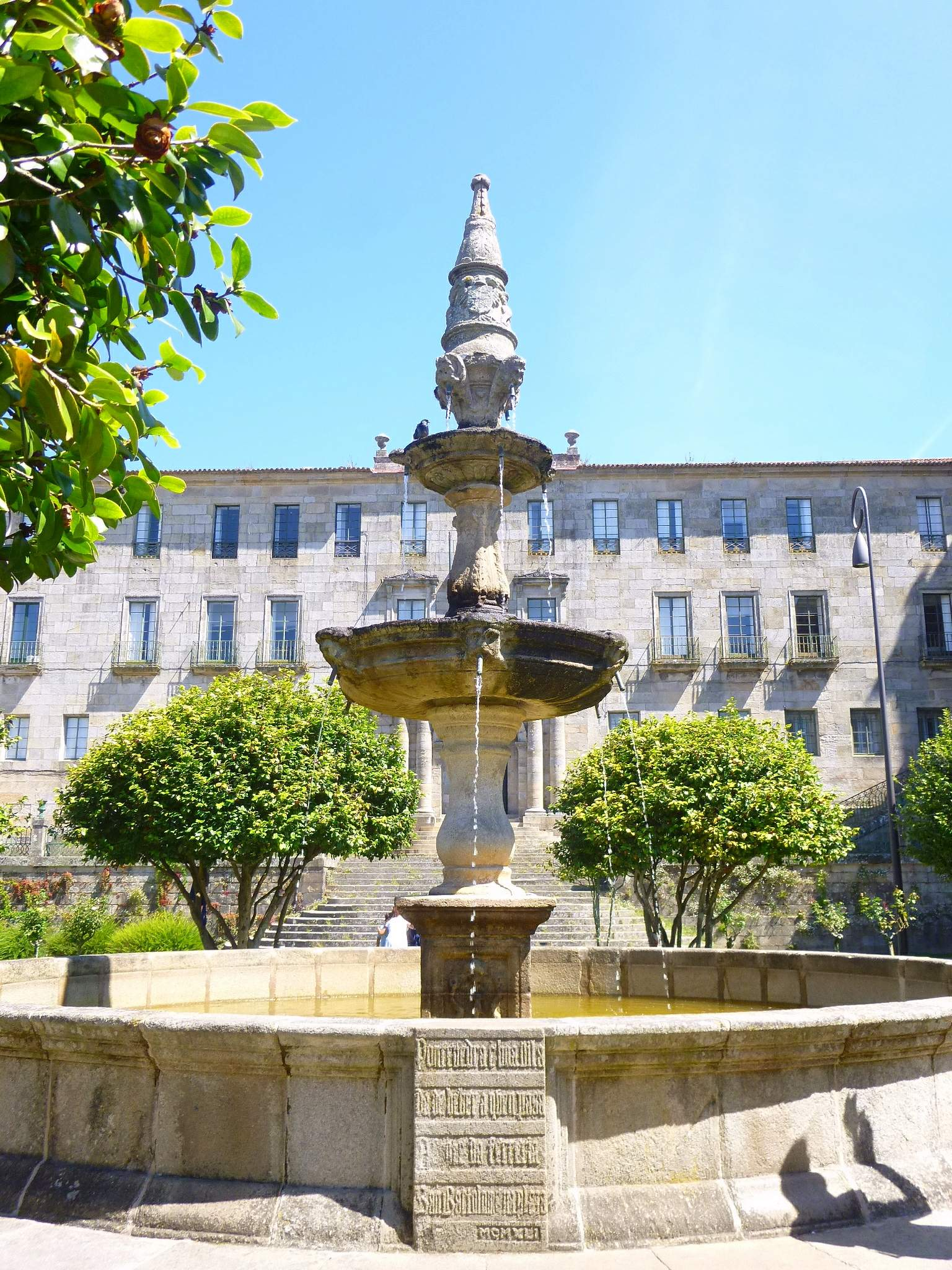
Fuente de la Herrería.

### Obras públicas y trazado urbano
El Concejo impulsó importantes obras públicas, como la construcción de un nuevo muelle de ribera para compensar la pérdida de calado del muelle portuario. Aunque el trazado de las estrechas calles no cambió, el crecimiento demográfico llevó a una sustitución de edificaciones, reduciendo el espacio dedicado a los huertos y reformando parcialmente algunas calles. Las viviendas mantuvieron su tipología, con pequeñas fachadas de tablas salientes, y las plazas, incluso las más importantes como la plaza de la Feria Vieja y la de la Herrería, estaban todavía sin pavimentar.

### El arrabal de A Moureira
El barrio de A Moureira, situado extramuros, se adaptaba a la línea irregular de la costa, en clara relación con el mar. Este arrabal, extendido desde el puente del Burgo hasta la desembocadura del río Gafos, se subdividía en tres partes: la Moureira de Arriba, la Moureira de la Barca y la Moureira de Abaixo. En 1557, las Ordenanzas de la Villa prohibieron la residencia en este barrio a todas aquellas personas que no tuvieran actividades relacionadas con el mar. La red viaria de A Moureira estaba formada por caminos sin pavimentar que conectaban los distintos muelles, viviendas y campos. Prácticamente no existían calles en la estructura tradicional del barrio. Todos los caminos que comunicaban los muelles, las casas y los campos no estaban empedrados. La ocupación del suelo era poco alineada y dispersa, salvo las calles que conectaban con el camino que rodeaba las murallas.
Las casas eran de dos pisos, caracterizadas por su fachada con hastial casi triangular. El barrio estaba formado por cientos de casitas marineras de diferentes tipos, antiguas residencias de pescadores, muchas con terrazas de piedra al final de una escalera exterior y sus correspondientes muelles, otras con áticos y otras acabadas en forma de mitra, que en el siglo XV se conocían como casas de outón. Los campos de Santo Domingo, San Roque y San José servían para secar y reparar redes de pesca y velas de barcos, además de ser centros de reunión social. La puerta de Santa María de la muralla, en las proximidades de la basílica del mismo nombre, conectaba el burgo amurallado con A Moureira a través de la calle Xan Guillermo.

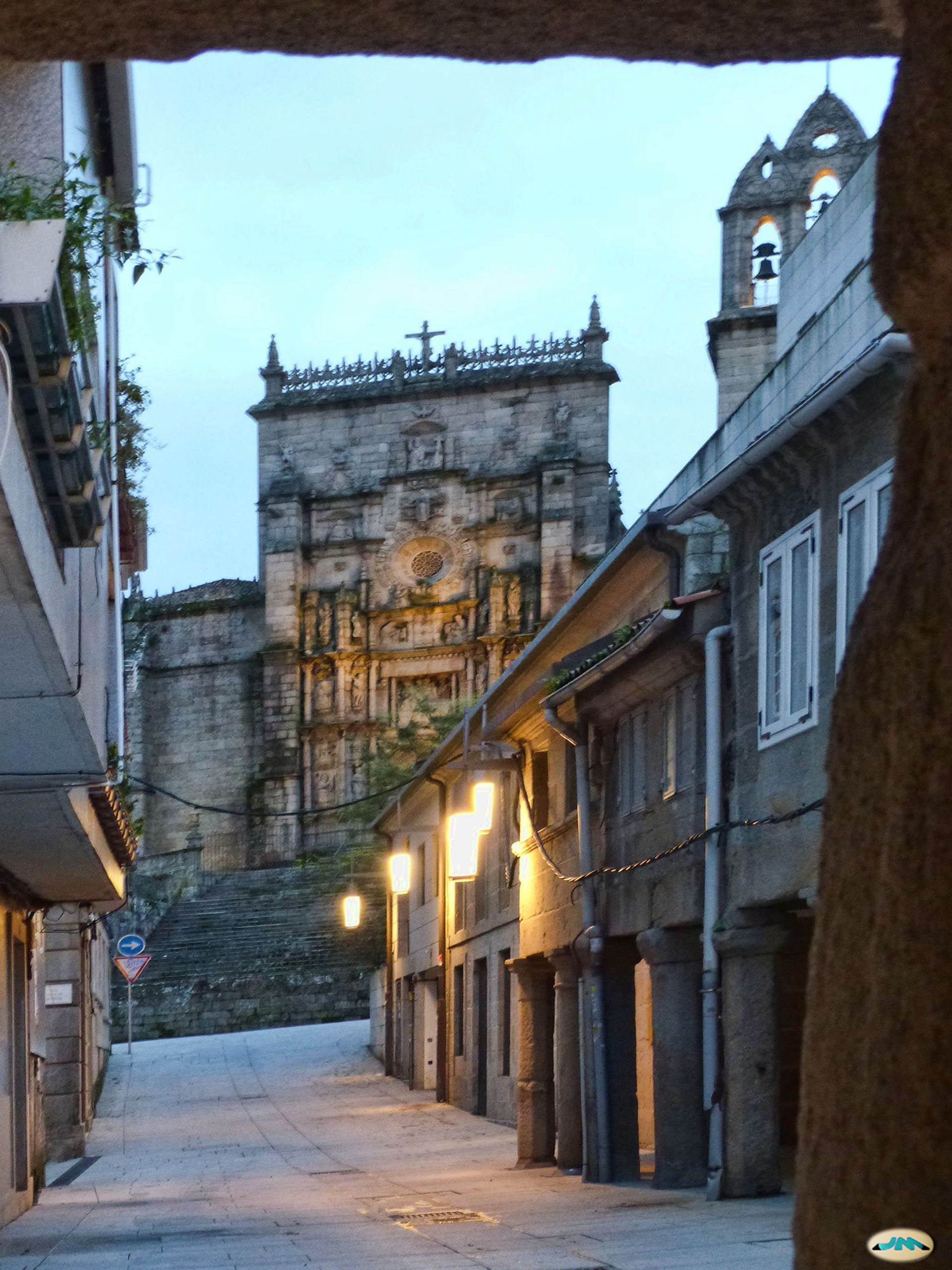
Rúa Xan Guillermo en A Moureira.

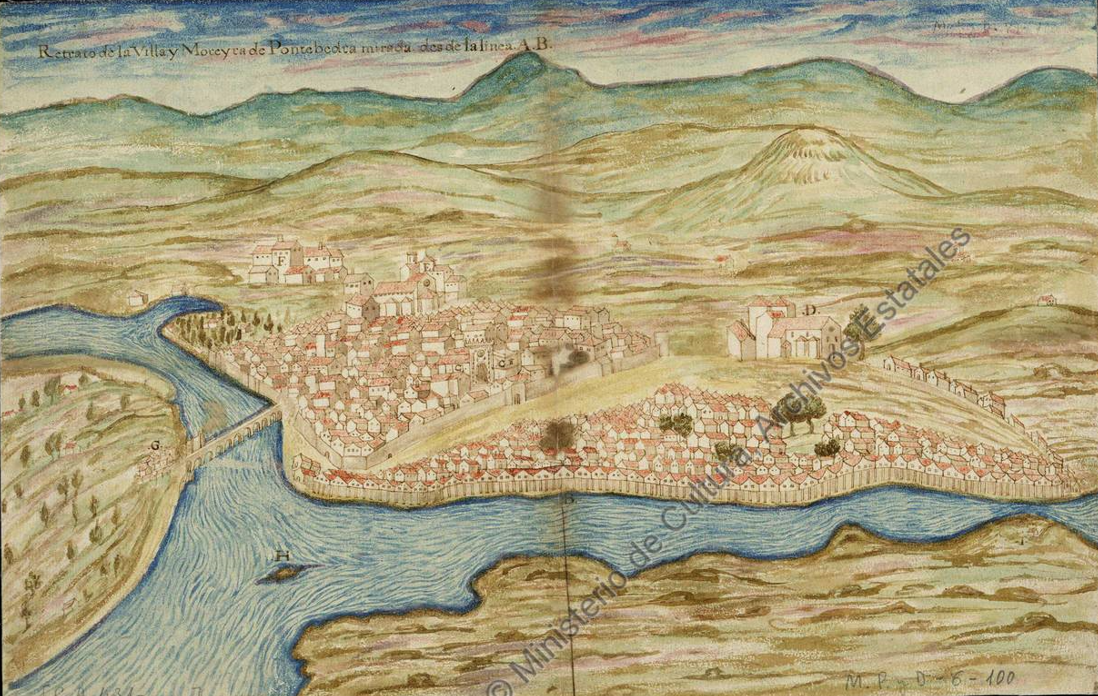
Pontevedra y A Moureira en 1595 según Pedro Rodríguez Moñiz.

### Impacto de la crisis de los siglosXVIIyXVIIIy construcción de pazos señoriales
Las crisis de los siglos XVII y XVIII tuvieron un impacto importante en el urbanismo de la ciudad. Años de adversidades climáticas, malas cosechas, escasez temporal de sardina, disminución del comercio internacional, epidemias de peste bubónica en 1569 y 1598, la progresiva colmatación del puerto y guerras con Portugal e Inglaterra, provocaron una decadencia urbanística. La población disminuyó, y la estructura social se empobreció progresivamente. 
La iglesia, siendo la única institución capaz de acometer importantes obras, concentró la actividad constructora. La villa se mantuvo encerrada dentro de sus murallas, con numerosas casas abandonadas y un arrabal de A Moureira casi despoblado. En 1738, se reconstruyó la Real Maestranza con piedra de las casas abandonadas por los mareantes de ese barrio. Las actuaciones urbanísticas del Concejo se centraron en conservar y reparar el patrimonio acumulado, mientras la nueva hidalguía construía suntuosos pazos barrocos en la villa y sus alrededores, como el pazo de García Flórez, el pazo de Mugartegui, el pazo de Castro Monteagudo, el pazo de los Condes de San Román, el pazo de los Marqueses de Aranda o la casa de los Barbeito y Padrón. La disponibilidad de suelo derivada de la coyuntura adversa de la época permitió sin embargo llevar a cabo reformas urbanísticas que configuraron el plano actual de la ciudad.

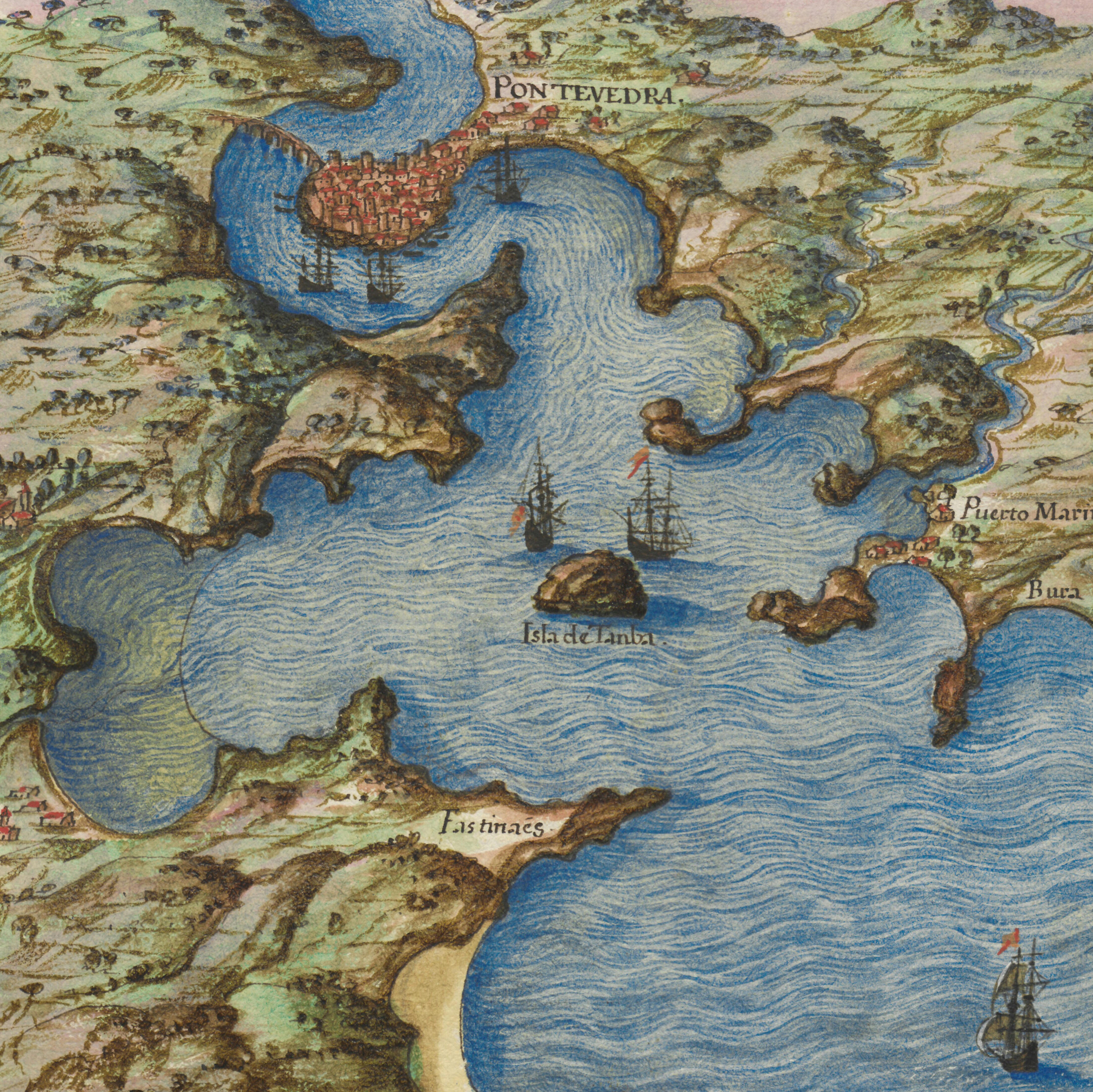
Pontevedra y su ría en 1634 en el atlas de Pedro Teixeira.

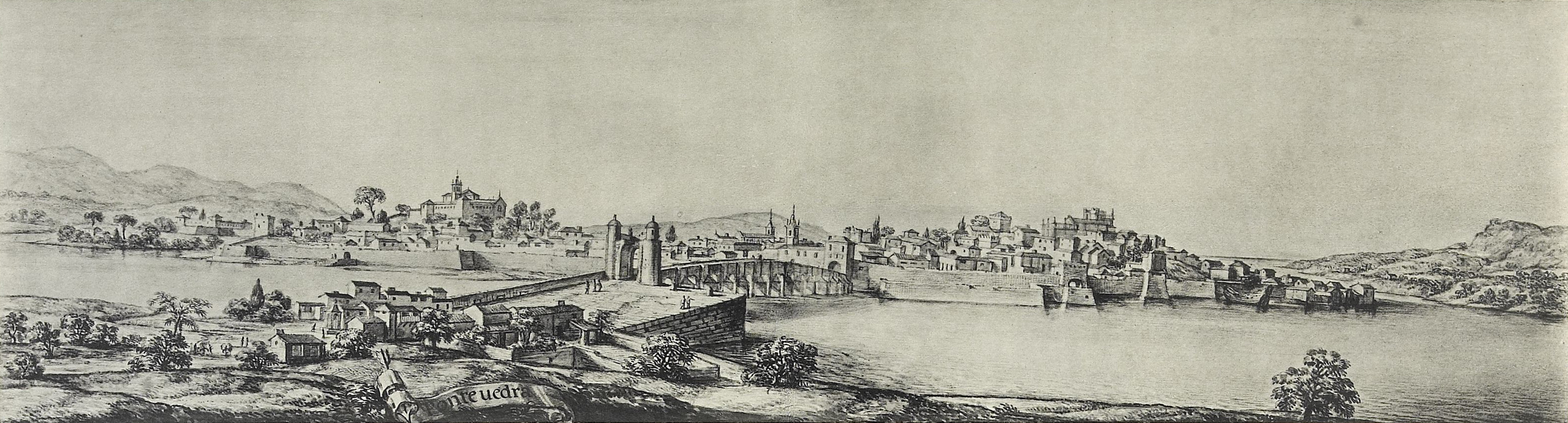
Pontevedra en 1669 en una acuarela de Pier Maria Baldi.

### Edificaciones religiosas y normas urbanísticas
Las principales edificaciones religiosas de la época fueron la iglesia de San Bartolomé y colegio de la Compañía de Jesús, la iglesia de la Virgen Peregrina y el Hospital de San Juan de Dios (demolido en 1896). Estos edificios barrocos embellecieron y otorgaron una nueva fisonomía a la villa, convirtiéndola en un lugar preferido por la nobleza gallega. En cuanto a las normas urbanísticas, no había limitación de altura en las edificaciones (aunque ninguna superaba las tres plantas). Las fachadas, en su mayoría, se levantaban sobre columnas, creando numerosos soportales. Un cambio importante fue la sustitución de la madera por la piedra como material principal, debido a la escasez y alto precio de la madera, así como su menor duración. Además, ante la escasez de fondos públicos y el mal estado de las calles, el gobierno municipal decretó la obligación de todos los pontevedreses de empedrar la mitad de la calle frente a sus casas.

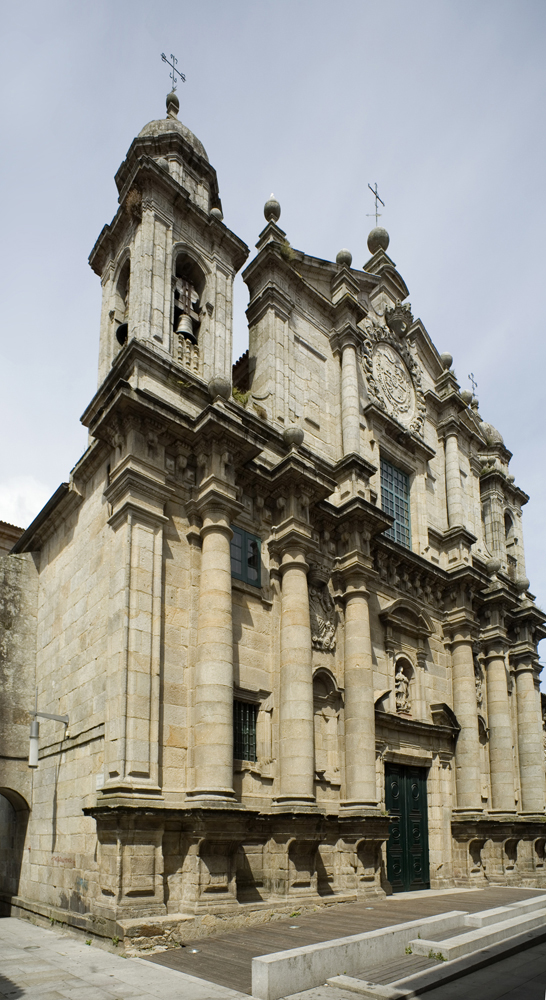
Iglesia de San Bartolomé.

### Desarrollo del arrabal de O Burgo
A finales del siglo XVIII, el arrabal lineal de O Burgo, de origen medieval y situado al norte de la ciudad, comenzó a adquirir cierta importancia.

## La ciudad burguesa delsigloXIX
Durante el siglo XIX, Pontevedra experimentó una profunda transformación urbanística tras ser designada capital provincial en 1833 y obtener el título de ciudad en 1835. Este proceso de modernización modificó significativamente la estructura urbana de la villa fortificada y del arrabal de A Moureira. Las murallas que cercaban la villa fueron demolidas, abriéndola al campo circundante. Las calles fueron rectificadas, ensanchadas y empedradas, y se diseñaron planes para modernizar y ampliar las comunicaciones con el exterior.

### Primeras reformas urbanísticas
En la década de 1830, el ayuntamiento de Pontevedra emprendió una serie de reformas urbanísticas que modificaron sustancialmente el urbanismo original de la capital pontevedresa y embellecieron determinados espacios urbanos. Un factor clave en esta transformación fue la desamortización de Mendizábal en 1836, que permitió la conversión de los huertos de los conventos de Santo Domingo y San Francisco en espacios públicos municipales. Esta medida dio lugar a la creación de la actual Alameda en el antiguo campo de Santo Domingo y a los jardines de Casto Sampedro en el espacio frente al convento de San Francisco. Esta última transformación, comenzada en 1845 implicó el desmonte del terreno para habilitarlo como espacio ajardinado. Durante la década de 1840, el objetivo no fue expandir la ciudad, sino optimizar el espacio ya existente dentro del recinto amurallado. Más que levantar nuevas construcciones, se apostó por rehabilitar y reutilizar los edificios vacíos.

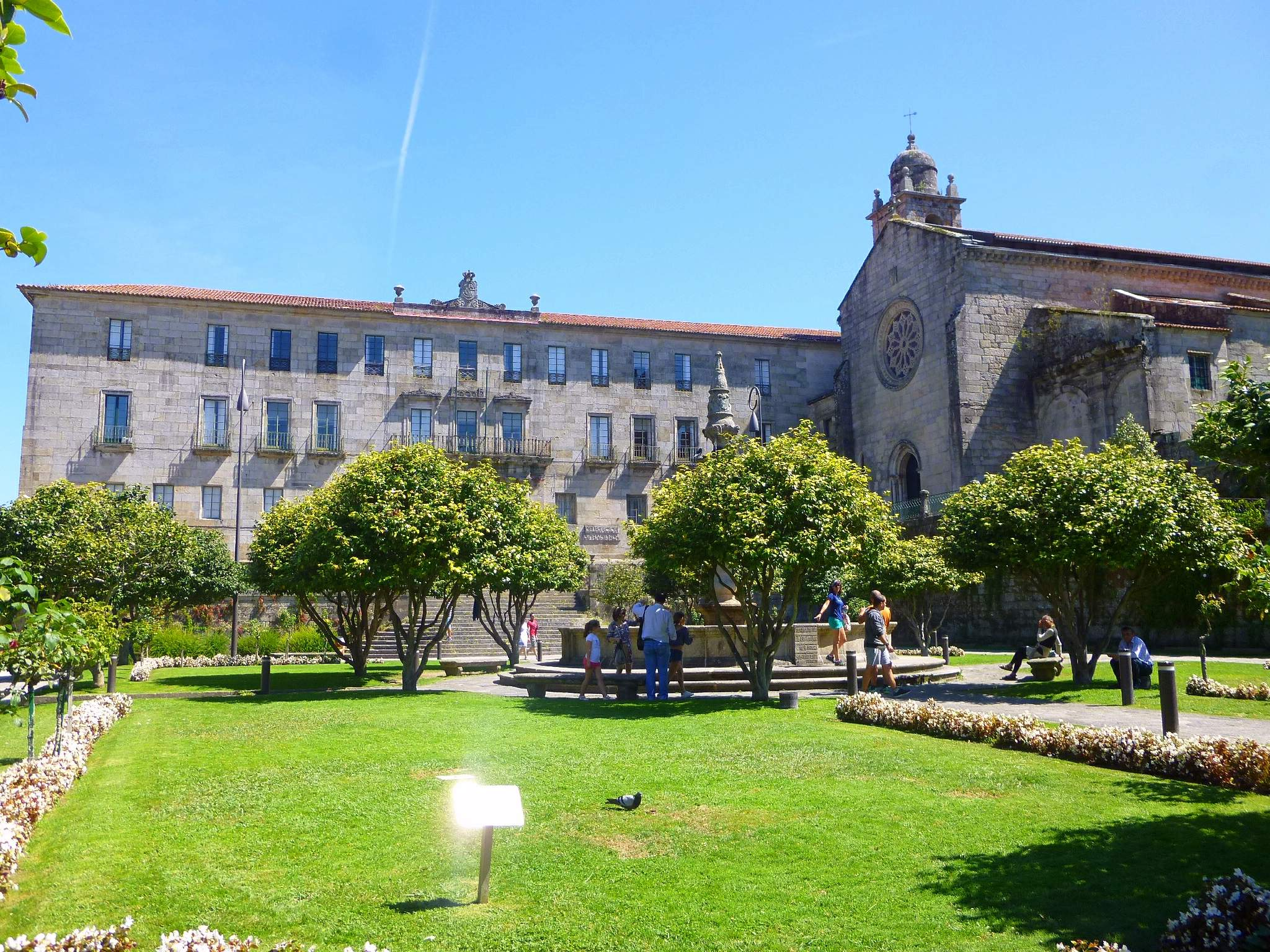
Jardines de Casto Sampedro delante del Convento de San Francisco.

### Demoliciones y modernización del entramado viario
Las reformas urbanísticas emprendidas en el siglo XIX incluyeron la demolición de importantes construcciones históricas en la ciudad. A mediados de siglo, se derribaron las murallas y puertas de las mismas, que ya no cumplían funciones defensivas ni fiscales. La demolición comenzó en 1852 con la puerta de Trabancas, en la plaza de la Peregrina. Las piedras se usaron en el empedrado de las calles, mientras que las sobrantes fueron vendidas. La década de 1860 también vio la demolición casi integral del palacio de los Condes de San Román, que contaba con una imponente fachada norte. En 1865, se derrumbó la cárcel del puente del Burgo, y en su lugar se construyó años después (en 1886) la primera plaza de abastos cubierta. En 1873, se derribaron las Torres Arzobispales del siglo XIII, ampliadas en los siglos XIV y XV, al igual que edificios religiosos como San Bartolomé el Viejo (en el solar donde hoy se encuentra el Liceo Casino) y el convento de Santo Domingo, del que solo se conserva parte de su cabecera. También se eliminaron varios tramos de soportales para ampliar el ancho de calles y plazas, y se mejoraron las comunicaciones con otras localidades como Tuy, Marín, Santiago de Compostela, Orense y Puente Caldelas.
Entre las décadas de 1840 y 1870, se realizaron también importantes obras de urbanización. Se ensancharon, alinearon y enlosaron soportales en la mayoría de las calles. Además, se completaron las reformas urbanísticas con la creación de una red de alcantarillado y la instalación de alumbrado eléctrico en 1888. Se construyeron las primeras aceras en calles como Don Gonzalo, Real o Michelena, se trazaron nuevas calles y se urbanizaron las plazas.

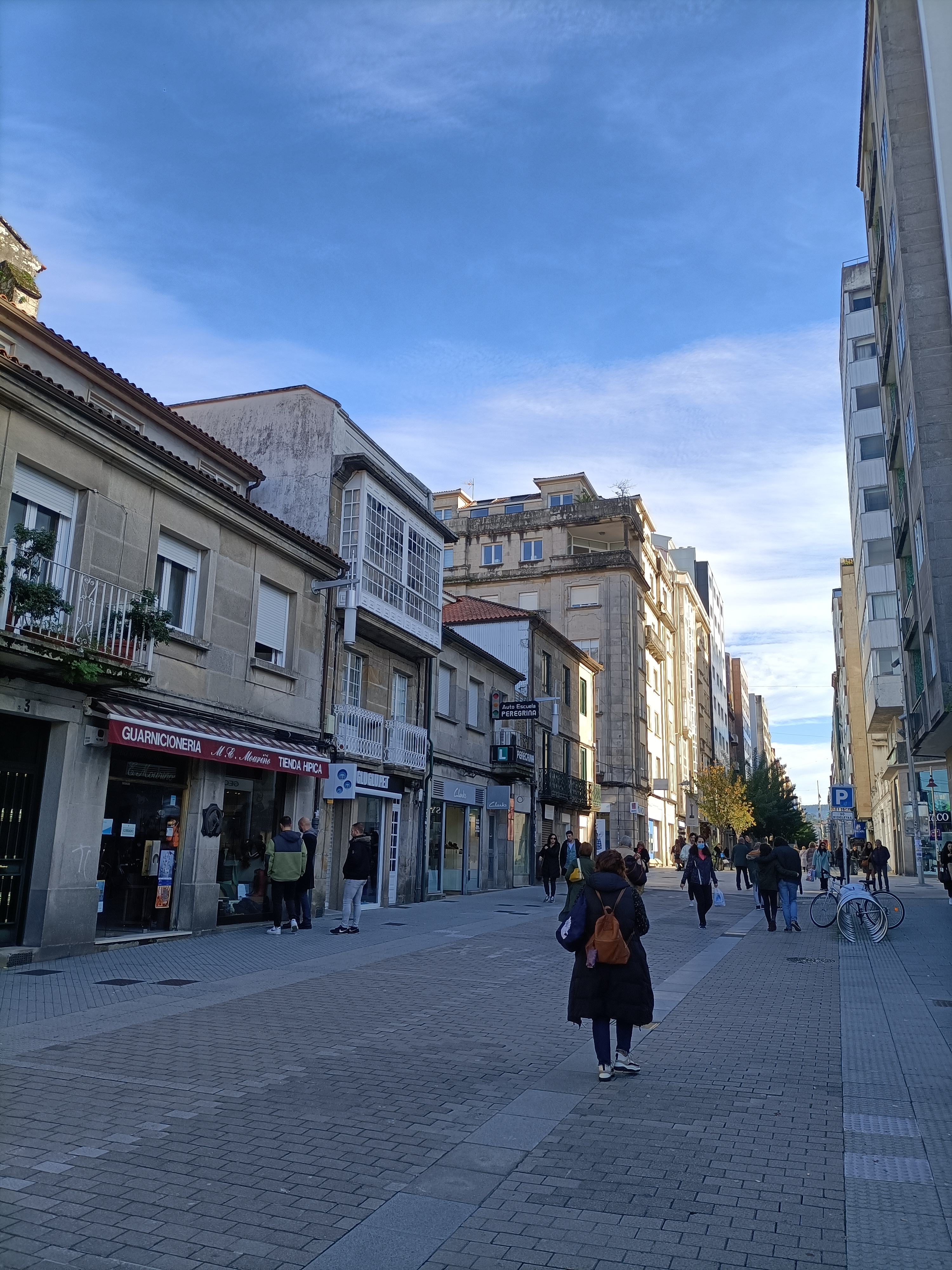
Primer tramo de la antigua Calle Progreso en dirección a Orense.

La creación de vías principales que conectaban Pontevedra con otras poblaciones sirvió como eje de crecimiento urbano a partir de mediados del siglo XIX. Se remodelaron los principales accesos a la ciudad: la calle Peregrina y la carretera de Portugal fueron ampliadas a partir de 1850, y se construyeron nuevas carreteras hacia Marín a partir de la calle de la Oliva, hacia Orense desde la calle Progreso y hacia Puente Caldelas desde la calle Joaquín Costa.

### Planificación del Ensanche y zonificación social
En el último tercio del siglo XIX, se consolidó la Pontevedra futura del siglo XX. La influencia política de relevantes pontevedreses (la mayoría de adopción) como Eugenio Montero Ríos, Gabino Bugallal, Eduardo Vincenti, Augusto González Besada y José Riestra López facilitó la modernización de la estructura urbana. El crecimiento demográfico sostenido exigió una remodelación del casco histórico, la planificación del Ensanche y el embellecimiento de los espacios públicos. La planificación del ensanche se centró en los ejes viarios que conectaban la ciudad con Tuy, Marín y Orense, lo que llevó a una clara zonificación social del casco urbano. Las clases altas residían en el Ensanche, en la zona comercial del casco histórico (plaza de la Constitución y calles Real, Don Gonzalo o Puente, entre otras), y en enclaves residenciales tradicionales como las plazas de Santa María y Teucro o las calles de Isabel II y Alhóndiga. Las clases medias (funcionarios, artesanos y pequeños comerciantes) vivían en el resto del centro histórico, cerca de la calle Real y de Don Gonzalo. Las clases bajas se asentaban en A Moureira, el antiguo barrio marinero, que recobró importancia tras dos siglos de crisis y despoblamiento. A mediados del siglo XIX, el Arrabal de A Moureira se integró física y sociológicamente en el entramado urbano gracias a reformas urbanísticas en sus campos.

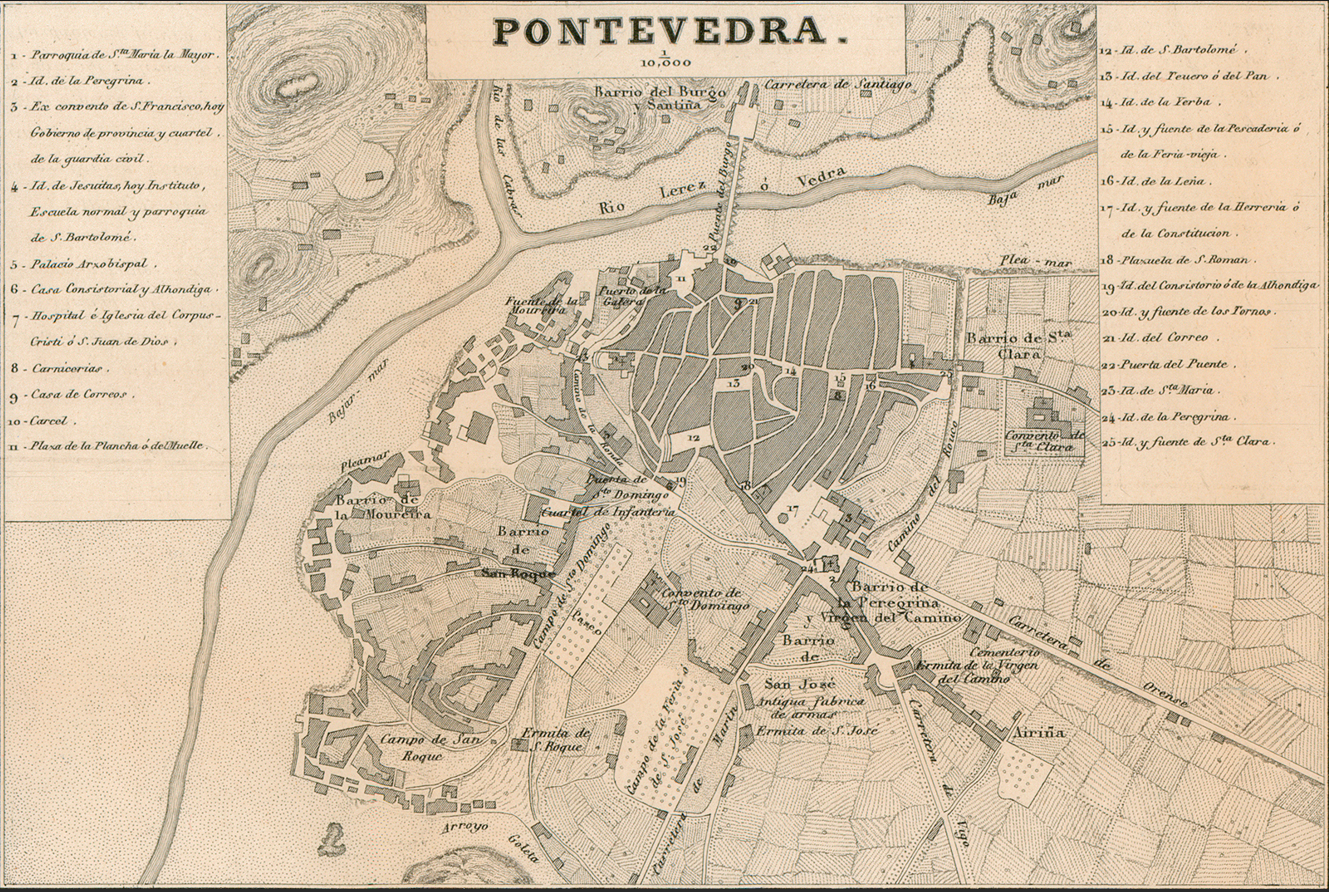
Plano de Pontevedra en 1856 de Francisco Coello de Portugal y Quesada.

### Nuevos ejes viarios e infraestructuras
En 1884, la llegada del ferrocarril marcó el inicio de la instalación de la línea férrea de este a oeste por lo que hoy es el centro de la ciudad. Entre las más acertadas actuaciones en los espacios públicos de estos años se encuentran la remodelación de la Alameda y de la plaza de España a partir de 1880 y la urbanización de la Gran Vía en 1893, donde se construyeron edificios destacados para albergar las instituciones de la capitalidad (Palacio de la Diputación de Pontevedra, Gobierno Militar y la nueva Casa Consistorial). Durante estos años, comenzaron a consolidarse pequeños enclaves periféricos como Santa Clara, San Roque, San José, A Santiña y O Burgo.
El nuevo entramado viario del Ensanche de Pontevedra comenzó con el trazado de la calle Michelena en 1856, iniciativa del empresario Francisco Antonio Riestra Vallaure, para conectar la plaza de la Peregrina con la plaza de España, siguiendo el antiguo trazado de la muralla. En 1853 se amplió la ronda occidental correspondiente a la calle Arzobispo Malvar y en 1881 se urbanizaron las calles Herreros y Alameda. En 1886, se amplió el puente del Burgo para mejorar el acceso a la ciudad, y en 1894 comenzó la construcción del nuevo puente de la Barca para conectar la ciudad con Poyo. Hacia finales de siglo, la expansión de la superficie edificada transformó los tramos más cercanos a la plaza de la Peregrina en vías urbanas, lo que llevó a la apertura de nuevas calles transversales como García Camba en 1884, Sagasta en 1893, y Cobián Areal y paseo de Colón (este último atravesando una parte de A Moureira) en 1897, estableciendo un trazado geométrico. En el barrio de O Burgo, la construcción de una carretera en 1898 entre O Burgo y A Caeira marcó el inicio del crecimiento del barrio.

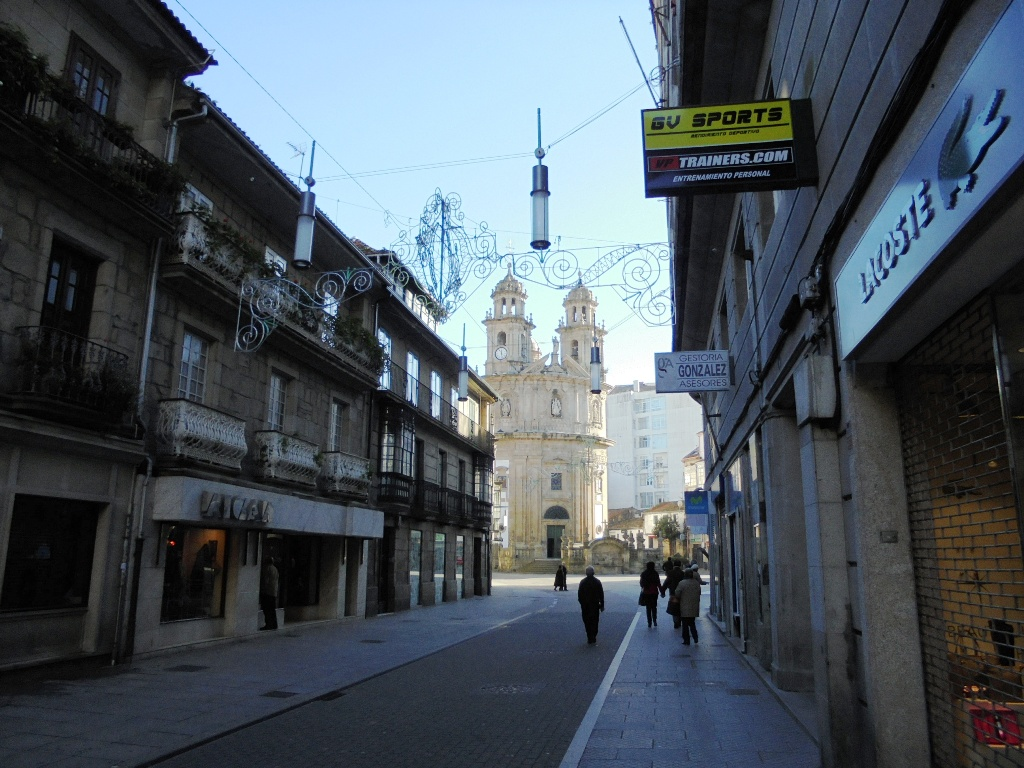
Calle Michelena.

## SigloXX: expansión y crecimiento

### Consolidación y desarrollo urbano
A principios del siglo XX, la ciudad aún se limitaba a sus dos núcleos originales: el centro histórico y el barrio de A Moureira, junto con un incipiente desarrollo del Ensanche y el pequeño barrio de O Burgo. Durante la primera mitad del siglo, la urbanización estuvo centrada en la consolidación del tejido urbano siguiendo los ejes viarios del siglo XIX. En estas primeras décadas, el crecimiento urbano avanzó moderadamente.
En 1900, se completó la construcción de la plaza de toros en el antiguo campo de San Roque, situado en A Moureira, y se inauguró el nuevo campo de la feria en lo que hoy es la plaza de Barcelos, en el Ensanche. Al año siguiente, en 1901, se construyó la calle Echegaray para conectar la Alameda con el puente de la Barca. En 1902, se iniciaron las obras de acondicionamiento del parque de las Palmeras, ubicado en el antiguo campo de San José, que había sido destinado a campo de la feria.

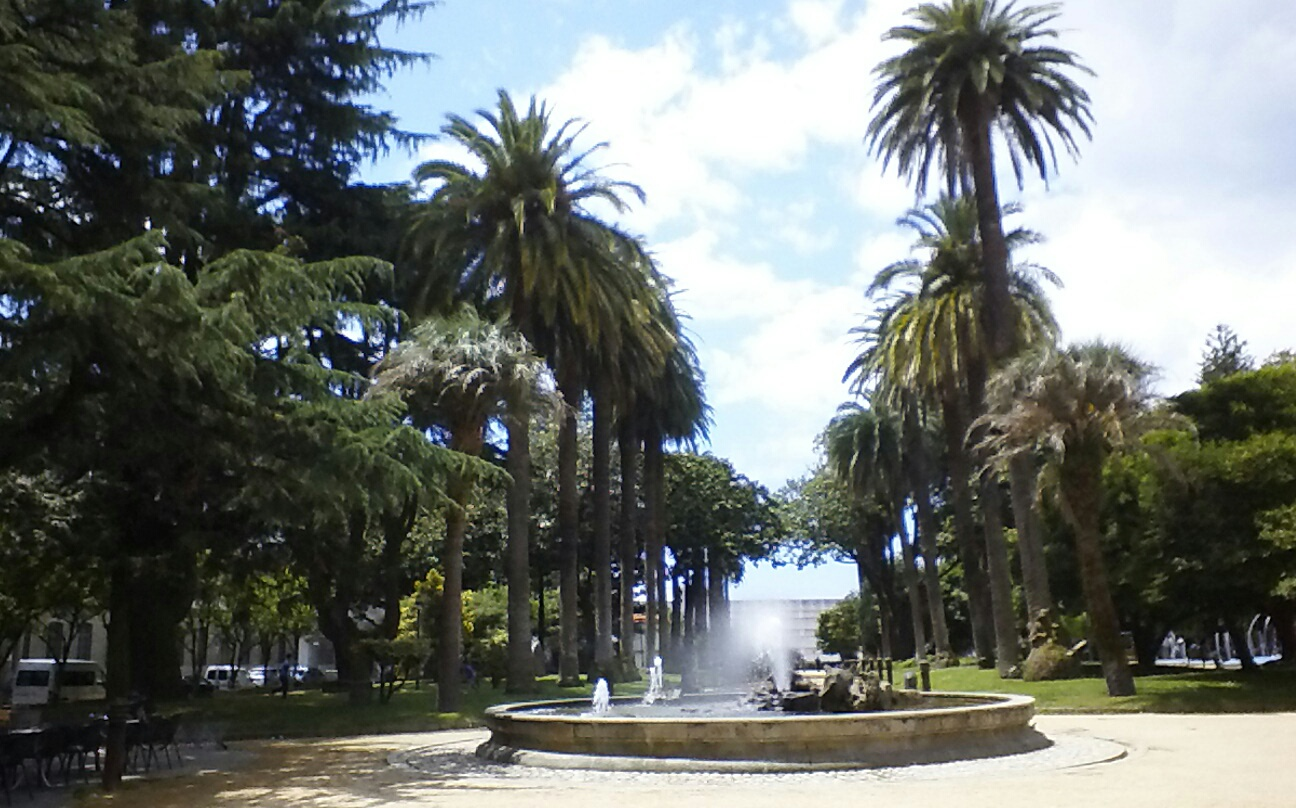
Parque de las Palmeras.

### Transformación del litoral y aparición de nuevos espacios urbanos
Durante los primeros años del siglo XX, la ciudad comenzó a transformar su estructura urbana y costera de manera significativa. Se urbanizaron las calles Martitegui y Marqués de Riestra, acercando así el casco urbano y el arrabal de A Moureira. Además, se emprendieron importantes modificaciones en el litoral urbano. En 1902 se extendió el malecón, y a partir de finales de 1905, se desarrolló una nueva vía hacia Monte Porreiro (hoy avenida de Buenos Aires), que facilitó el acceso al balneario de Casimiro Gómez Cobas. Se construyó un nuevo malecón a lo largo de la ribera de A Moureira, desde el puente del Burgo hasta la desembocadura del río Gafos, y se creó la dársena de Corvaceiras, transformando la irregular línea de costa y eliminando los antiguos muelles.

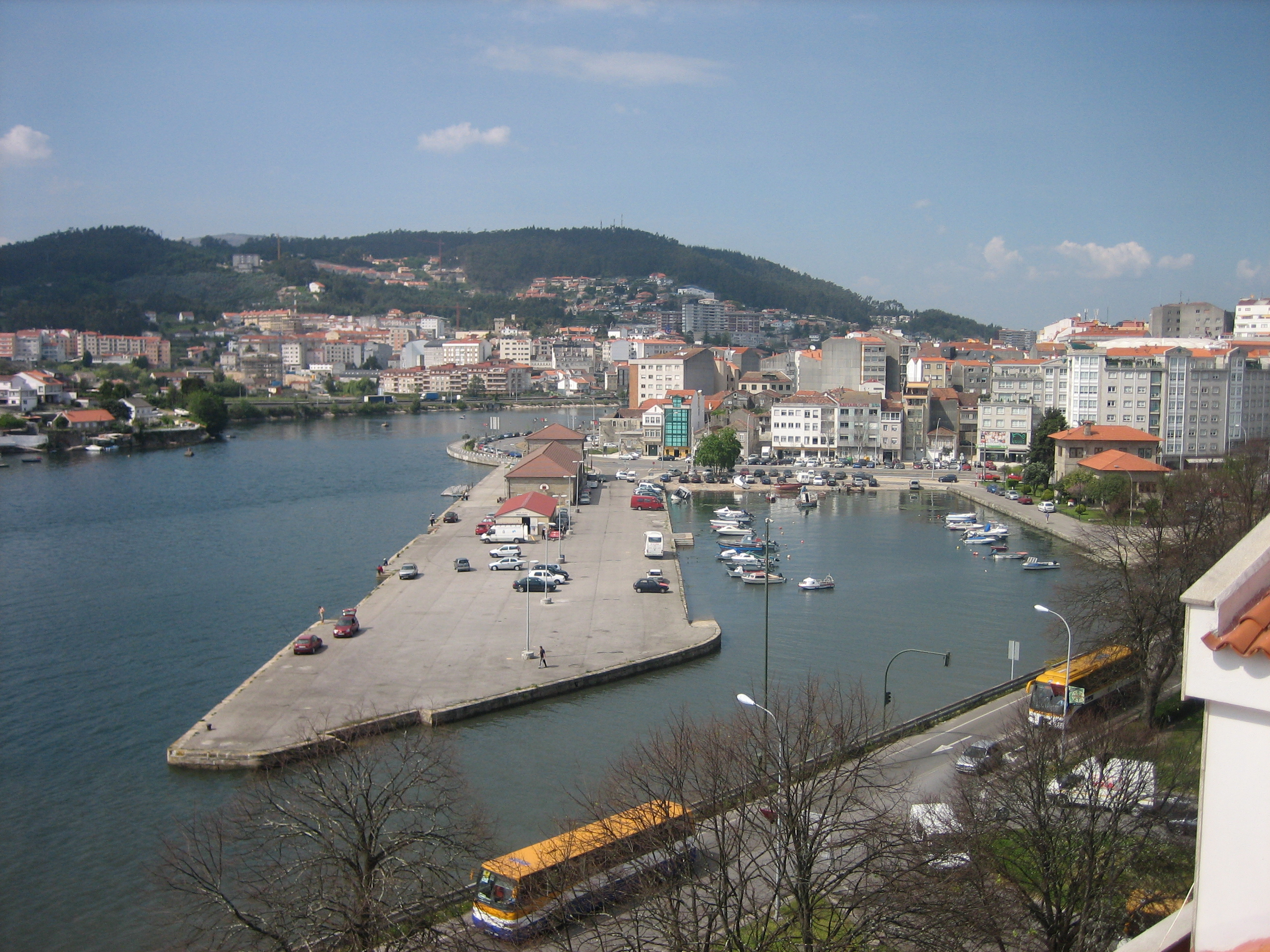
Dársena de Corvaceiras.

En 1909, el ingeniero León Domercq Alzúa presentó un plan para el encauzamiento y saneamiento de la ría, que incluyó la construcción de una gran escollera en la actual avenida de Uruguay. La primera fase de los trabajos de relleno, que comenzó en 1910, se extendió desde el puente del Burgo hasta el puente de la Barca, concluyendo en 1914. A principios de la década de 1910, se completó la nueva dársena del puerto de Corvaceiras y se creó la plaza del Gremio de Mareantes en terrenos ganados al mar.
En 1908 se construyó la plaza de Concepción Arenal para conectar A Moureira con el puente de la Barca, inaugurado en 1905. En 1919, se llevó a cabo la urbanización de la avenida de la Reina Victoria. Posteriormente, en 1927, se abrió la calle General Gutiérrez Mellado, tras las expropiaciones necesarias, para conectar el antiguo recinto amurallado con el parque de las Palmeras. En 1932 se proyectó la avenida María Victoria Moreno, que se inauguró en la década de 1940 y permitió mejorar considerablemente la comunicación entre el sur y el oeste de la ciudad. En esta misma década los núcleos de Mollavao y A Eiriña empezaron a cobrar importancia.

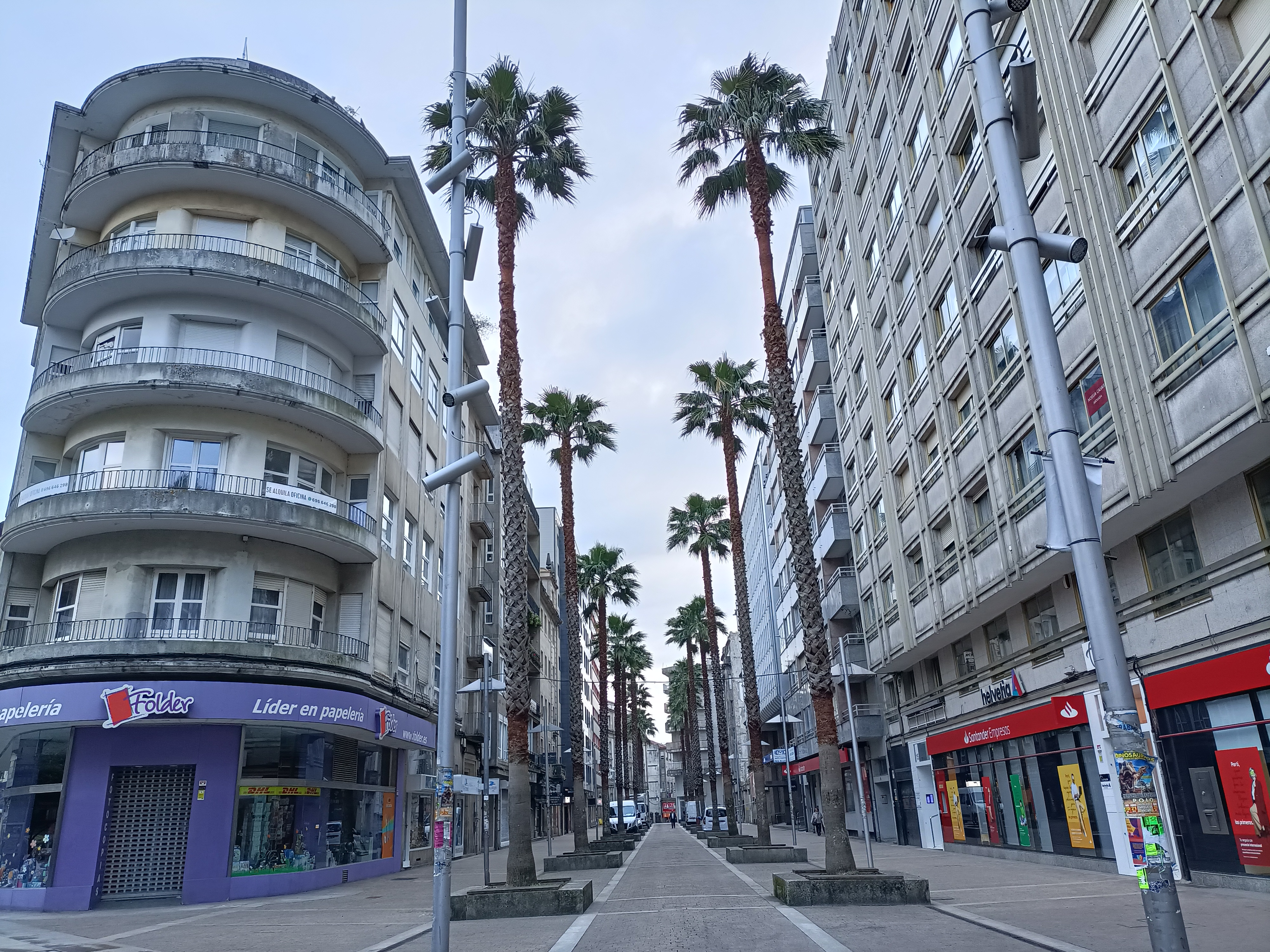
Calle General Gutiérrez Mellado.

A mediados del siglo XX, la ciudad estaba dividida en cuatro sectores urbanos bien diferenciados: el centro histórico, A Moureira, el Ensanche y el barrio de O Burgo. El centro histórico fue preservado de la especulación urbana gracias a su declaración como Conjunto Histórico-Artístico en 1951. En el primer Ensanche, desarrollado antes de 1950, se integraron antiguos barrios como San José, Peregrina y Virgen del Camino.

### Plan de Desarrollo Urbano de 1953 y auge del crecimiento
En 1953 se aprobó el primer Plan de Desarrollo Urbano de Pontevedra, marcando un cambio significativo en la planificación urbana de la ciudad. Este plan estableció 14 áreas de intervención, reguladas por nuevas normativas, y mantuvo la tendencia de expansión lineal hacia el norte, sur y este. Al mismo tiempo, impulsó una segunda fase de desarrollo del Ensanche, extendiéndose hacia el este desde la calle Daniel de la Sota, que se inauguró en 1958. La expansión se completó con la construcción de una nueva estación de ferrocarril en 1966, entre los barrios de Gorgullón y A Parda.

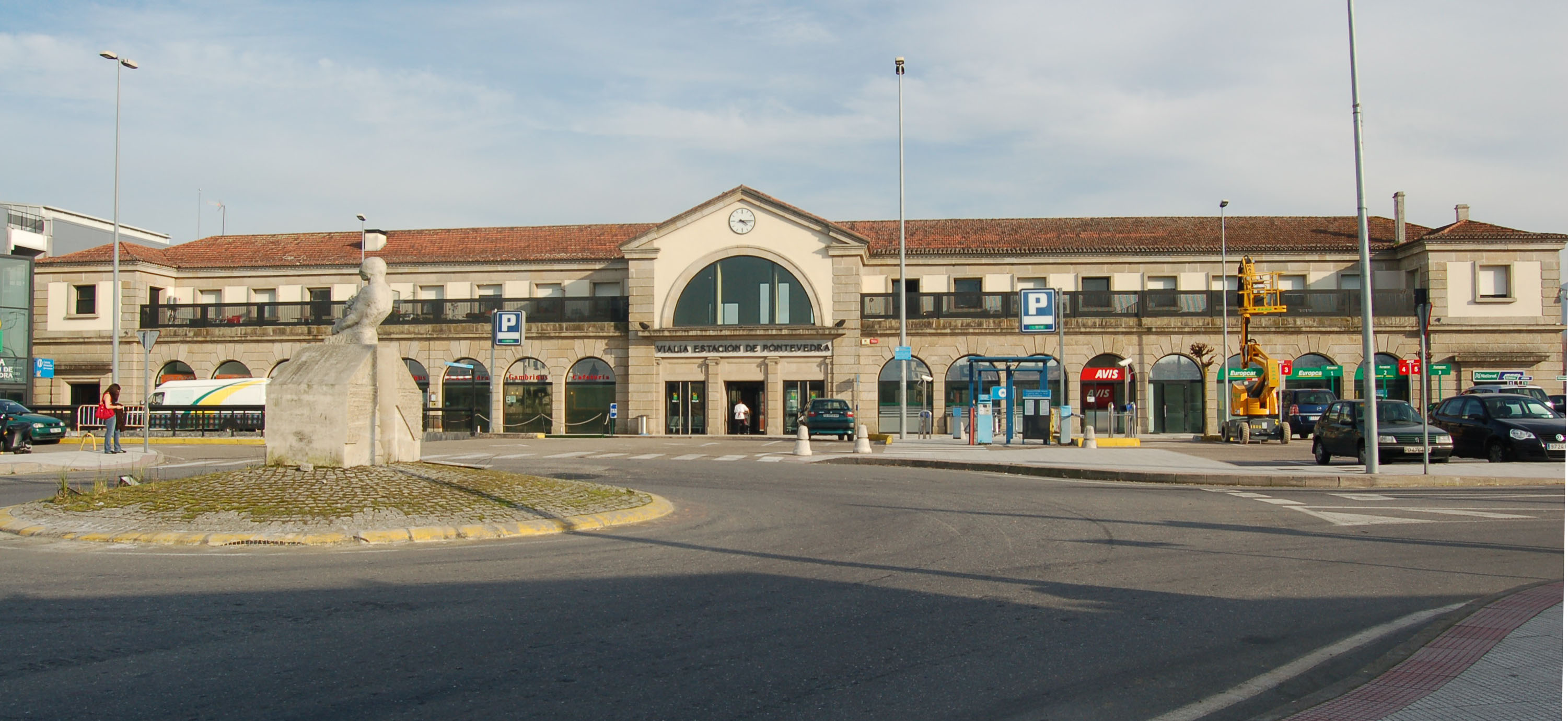
Estación de Pontevedra inaugurada en 1966.

Durante las décadas de 1960 y 1970, Pontevedra experimentó un rápido crecimiento urbano y un aumento notable en la población. Este periodo se caracterizó por una intensa especulación inmobiliaria que transformó radicalmente el paisaje urbano con la construcción de rascacielos como Las Torres en 1964. Se llevaron a cabo demoliciones de edificios históricos (excepto en el casco antiguo), y el contacto con el río Lérez y el antiguo barrio de A Moureira se vio mermado notablemente. Las antiguas huertas y jardines fueron reemplazados por un nuevo cinturón asfaltado al borde de la ría, que dio lugar a las avenidas de Corvaceiras y Uruguay. Esta transformación alteró el perfil histórico de la ciudad desde el mar. A pesar de estas intervenciones, el arrabal de A Moureira vivió una cierta revitalización debido a su proximidad al centro histórico y a la creciente demanda de terrenos, conservando algunos elementos del antiguo núcleo marinero, como su trazado irregular y sus casas bajas.

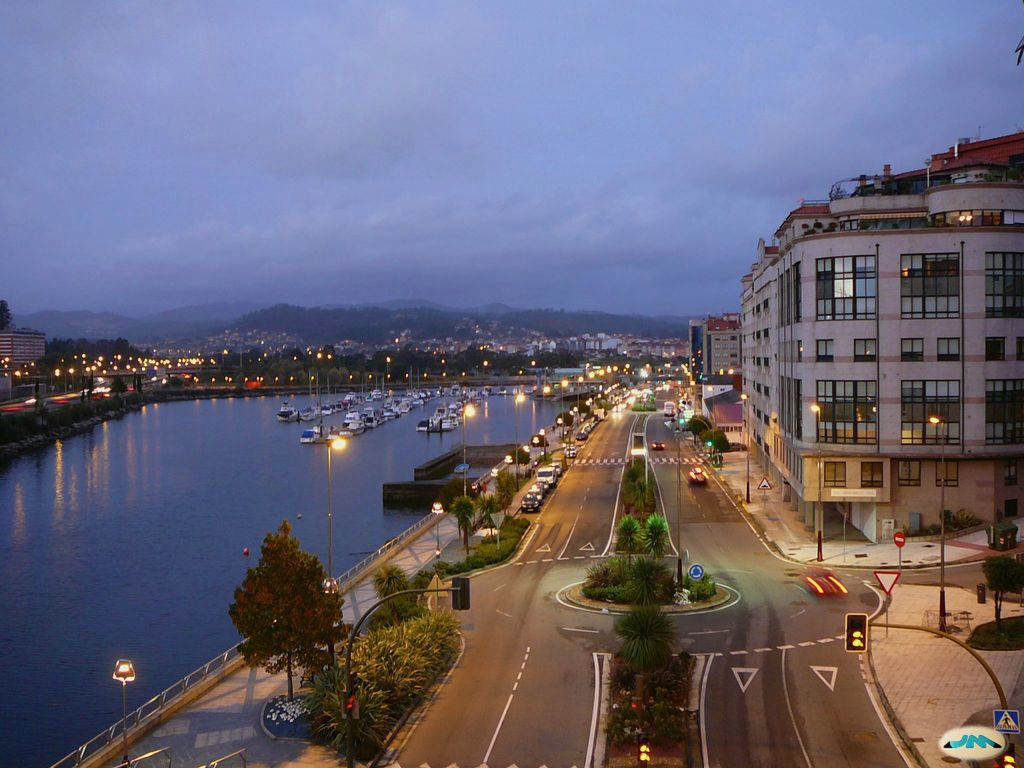
Avenida de Uruguay.

### Transformación urbana en los años 1970 y 1980
En 1970, a pesar de que el Plan General de Ordenación Urbana previsto en 1968 no fue aprobado como tal, se inició la urbanización de nuevos polígonos residenciales en Campolongo y Monte Porreiro. Durante el desarrollo de Campolongo, financiado por el Ministerio de la Vivienda, se canalizó el río Gafos y se construyó un paseo adoquinado sobre él. El acondicionamiento de este barrio se caracterizó por su diseño ordenado, con calles largas y ortogonales, amplias áreas verdes y una clara función residencial. La urbanización de Campolongo se llevó a cabo tras la eliminación de la antigua estación de ferrocarril y las vías que atravesaban la ciudad. Estas estructuras, que ocupaban lo que hoy son la Plaza de Galicia y la Avenida de Augusto García Sánchez, fueron desmanteladas, marcando el inicio del crecimiento del barrio de Campolongo. Por su parte, el barrio de Monte Porreiro se originó a partir de un Plan Parcial derivado del Plan General de Ordenación Urbana de 1968, que transformó la antigua finca de Villa Buenos Aires en una zona residencial. En 1969, se presentó el ambicioso proyecto urbanístico que contemplaba más de 2.000 viviendas distribuidas en 68 hectáreas. Durante los años 70, la urbanización tomó forma con la construcción de viviendas en la calle Reino Unido y la edificación de modernas torres en la ladera más elevada del barrio, urbanización que experimentó un notable auge en los años 80.
A partir de las décadas de 1970 y 1980, la margen derecha del río Lérez se convirtió también en un importante espacio de desarrollo urbano. Tras la desecación de las junqueras del Lérez a finales de los años 60 y principios de los 70, esta zona comenzó a acoger importantes instalaciones educativas y culturales, incluyendo la construcción de los primeros centros educativos entre 1974 y 1978. Asimismo, durante los años 70, el núcleo de A Caeira perteneciente al limítrofe municipio de Poyo, se desarrolló como una zona residencial periurbana, consolidándose como un barrio de facto de Pontevedra. Además, a partir de 1970 se realizaron rellenos en la calle de A Santiña, en el barrio de O Burgo, y en septiembre de 1983 se inauguró el puente de Santiago, que mejoró significativamente la conexión del centro de la ciudad con dicho barrio. Por otra parte, en julio de 1987 se inauguró la Avenida de Compostela, que con cuatro carriles, dio continuidad al puente de Santiago y ofreció una nueva salida de la ciudad por el norte hacia Santiago de Compostela y La Coruña.

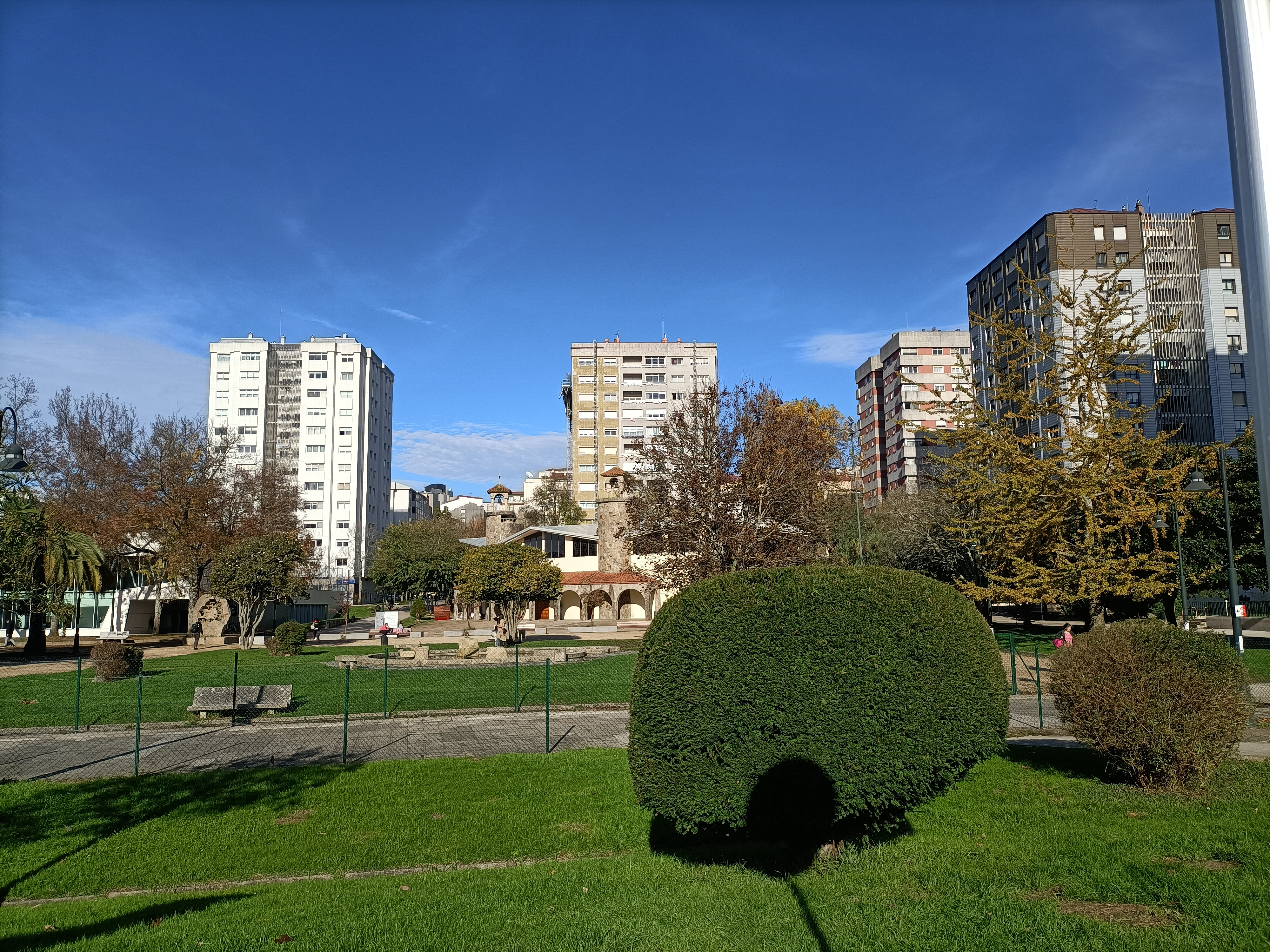
Barrio de Campolongo.

### Plan General de Ordenación Urbana de 1989 y evolución en los años 90
El 18 de diciembre de 1989, se aprobó un nuevo Plan General de Ordenación Urbana de Pontevedra, que definió el margen norte del río Lérez y la principales avenidas de salida hacia el este y el sur de la ciudad como ejes directrices del crecimiento de Pontevedra. Este plan no solo consolidó el desarrollo a lo largo de estas arterias, sino que también promovió la creación de vías transversales para una mejor cohesión del tejido urbano. El eje viario más importante construido en la década de 1990, fue el llamado entonces anillo de A Eiriña. La primera fase de esta obra, ahora conocida como la calle José Malvar, se completó en 1994. La segunda fase, hoy denominada calle Doce de Novembro, se inauguró en mayo de 1999.
En 1993, la zona de A Xunqueira, situada a la derecha del barrio de O Burgo, vivió un notable impulso urbanístico. Ese año finalizó la urbanización de los terrenos destinados al campus universitario de Pontevedra, y en 1995 se inauguró el puente de los Tirantes. En 1997, se completaron importantes infraestructuras como la nueva sede de la Escuela Oficial de Idiomas, el Palacio de Congresos y Exposiciones de Pontevedra, y en 1998 el Recinto Ferial de Pontevedra, ubicados estos últimos frente al parque Rosalía de Castro. También en 1997, se urbanizó el nuevo paseo del Lérez y se creó el parque de la Isla de las Esculturas.

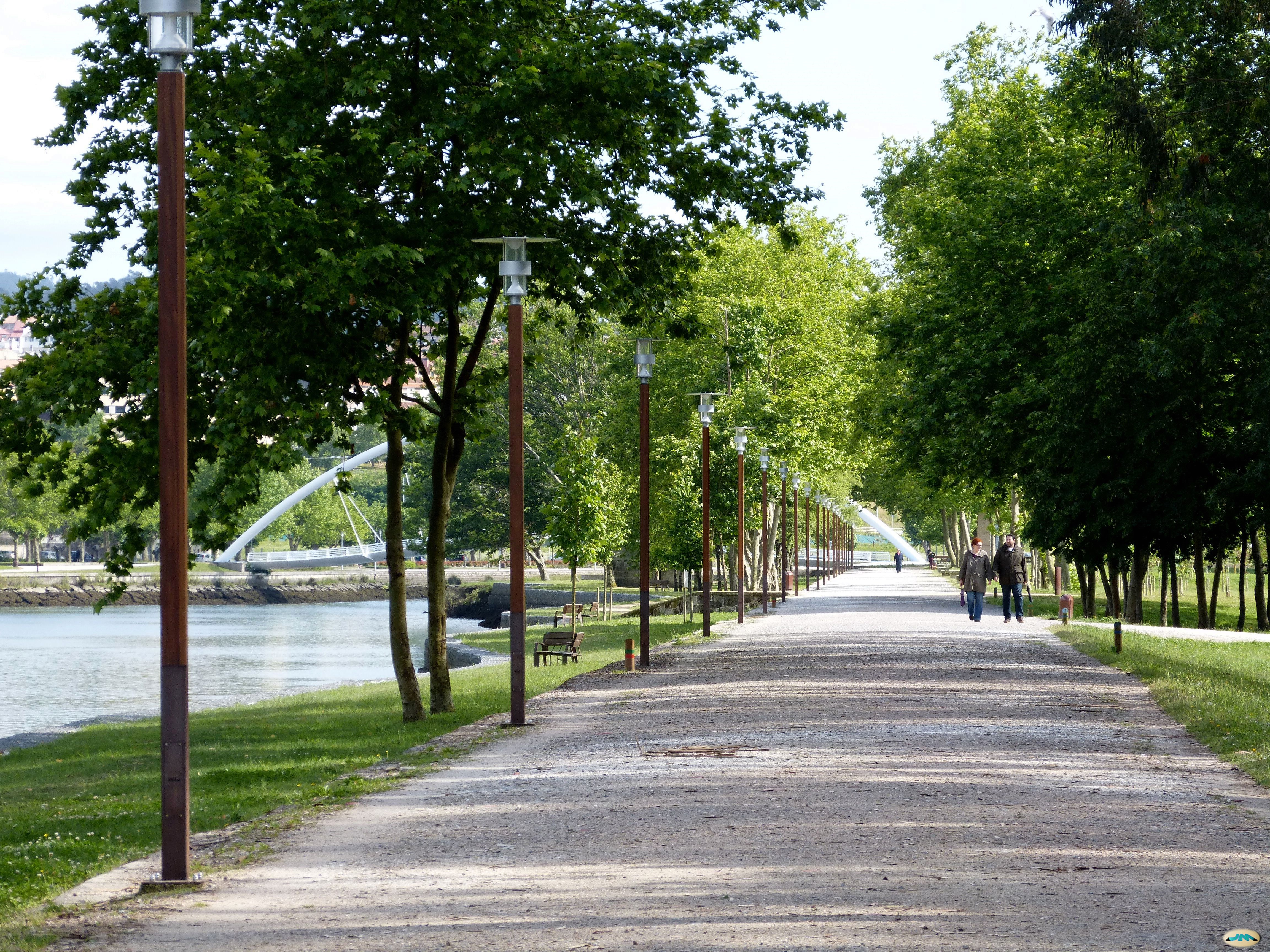
Parque Isla de las Esculturas.

Por otra parte, el Plan Urban, concedido por el gobierno español a la ciudad en 1996, permitió una significativa regeneración del centro histórico de Pontevedra. En 1998 se inauguró la nueva plaza de la Libertad en el barrio de Campolongo. En 1999, se llevó a cabo la urbanización de la actual avenida Virxinia Pereira Renda, lo que marcó el inicio de la expansión y desarrollo del barrio de A Parda en el este de Pontevedra.

## La ciudad actual, modelo urbanístico internacional

### Transformación urbana en elsigloXXI
En el siglo XXI, Pontevedra se ha consolidado como un ejemplo destacado de urbanismo moderno, sobresaliendo por su transformación integral y su compromiso con la sostenibilidad y la calidad de vida urbana. Desde 1999, la ciudad ha llevado a cabo una profunda reforma de su estructura urbana, enfocada en la peatonalización del centro histórico y de amplias áreas del Ensanche y otras zonas, implantando un modelo urbano internacionalmente reconocido.
En las últimas dos décadas, el centro de Pontevedra ha sido transformado mediante la peatonalización, el calmado del tráfico y la modernización de numerosas calles y espacios públicos. Este proceso ha seguido un enfoque de alta calidad urbana, integrando mobiliario y sistemas de iluminación de diseño innovador, como bancos, columnas de iluminación y farolas con diseños vanguardistas, además de ampliar aceras y rebajar sus bordillos y embellecer muchas calles con árboles ornamentales. La ciudad es reconocida internacionalmente por sus prácticas ejemplares en accesibilidad universal, movilidad y seguridad vial.

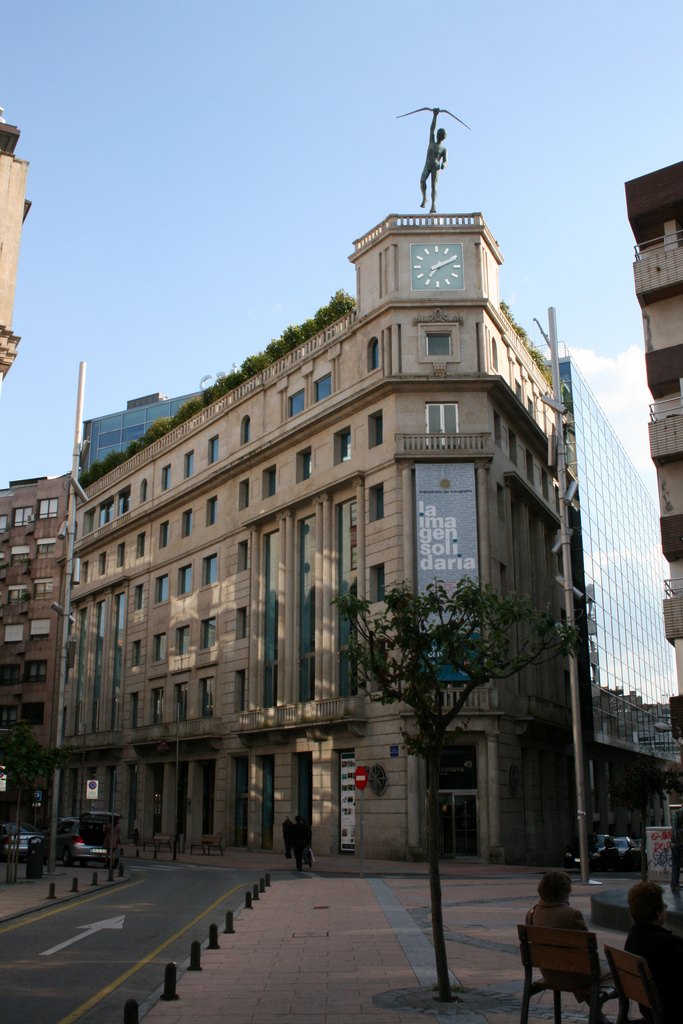
Columnas de iluminación en la plaza de San José.

#### Peatonalización y movilidad
El casco antiguo y una extensa porción del Ensanche han sido transformados en zonas peatonales, restringiendo el acceso a vehículos motorizados a residentes y servicios esenciales. Esta transformación ha promovido un cambio significativo en los hábitos de movilidad, con un 65% de los desplazamientos en el casco urbano realizados a pie. En 2010, Pontevedra se convirtió en la primera capital de provincia en España en reducir la velocidad máxima en su casco urbano a 30 km/h, y en 2019 en limitar la velocidad a 10 km/h en calles peatonales de plataforma única.
El Metrominuto es una de las innovaciones destacadas en la movilidad urbana de Pontevedra. Inspirado en los planos de metro, este mapa peatonal esquemático señala las distancias peatonales en la ciudad y el tiempo estimado para recorrerlas, ganando la ciudad reconocimiento tanto a nivel nacional como internacional con premios como el Intermodes europeo, el ONU-Hábitat internacional y el primer premio de seguridad urbana de la Unión Europea. El Metrominuto ha sido adoptado por ciudades europeas como Florencia, Ferrara, Módena, Cagliari, Toulouse, Londres, Torres Vedras y Bélgorod, así como por otras ciudades españolas como Salamanca, Zaragoza, Cádiz, Jerez de la Frontera, Granada, Sevilla, La Coruña y Pamplona.

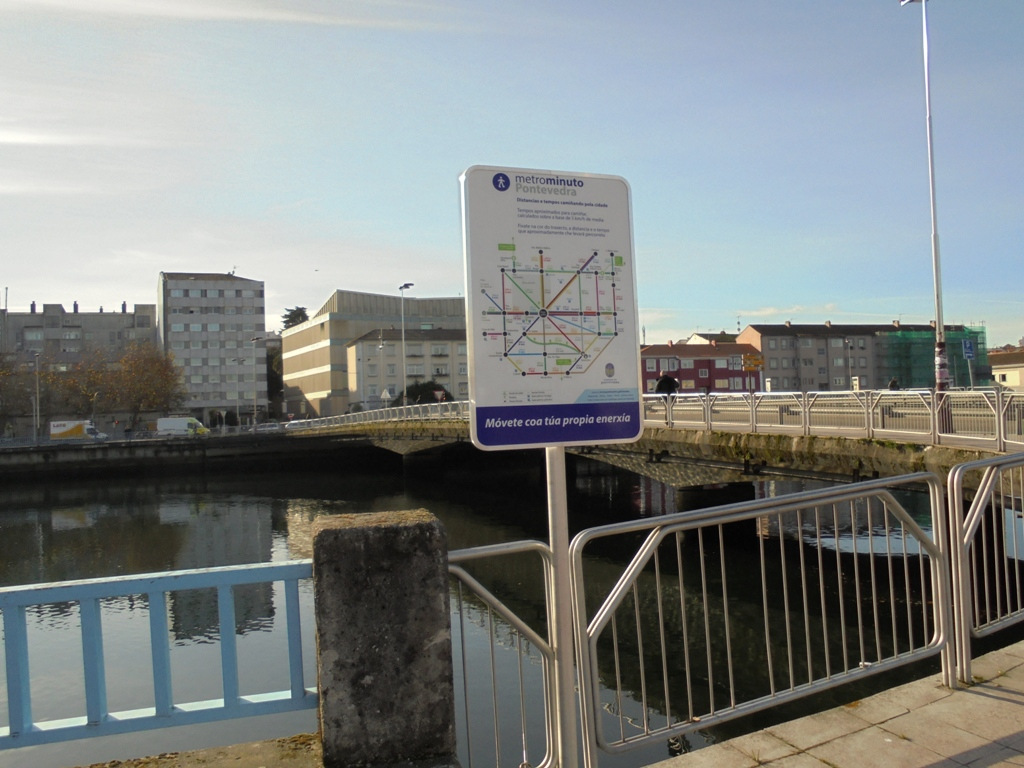
Metrominuto en la calle Rafael Areses.

#### Reconocimiento y cobertura internacional
Pontevedra ha atraído la atención de grandes ciudades como Madrid, París, Roskilde en Dinamarca o Suncheon en Corea del Sur, que se han inspirado en su modelo de peatonalización para sus propios proyectos urbanos. La influencia de su enfoque urbanístico ha generado asimismo interés académico y ha sido objeto de estudio por universidades como las de Salzburgo, Barcelona y La Coruña.
El modelo urbano de Pontevedra ha sido presentado en reportajes de cadenas internacionales de televisión, incluyendo France 2, France 3, Canal+, TF1 (Francia),  MBC TV (Corea del Sur), Seven Network (Australia), Das Erste, NDR, ZDF (Alemania), RTS 1 (Suiza), y la Canadian Broadcasting Corporation (Canadá). También ha sido destacado en medios de comunicación en Suiza, Polonia, y en publicaciones anglófonas como The New York Times, Bloomberg TV, Fast Company, Outrider (EE. UU.), el Daily Express y The Guardian (Reino Unido). Esta amplia cobertura refleja el interés del extranjero en el modelo urbanístico de Pontevedra, que ha inspirado a urbanistas de todo el mundo.

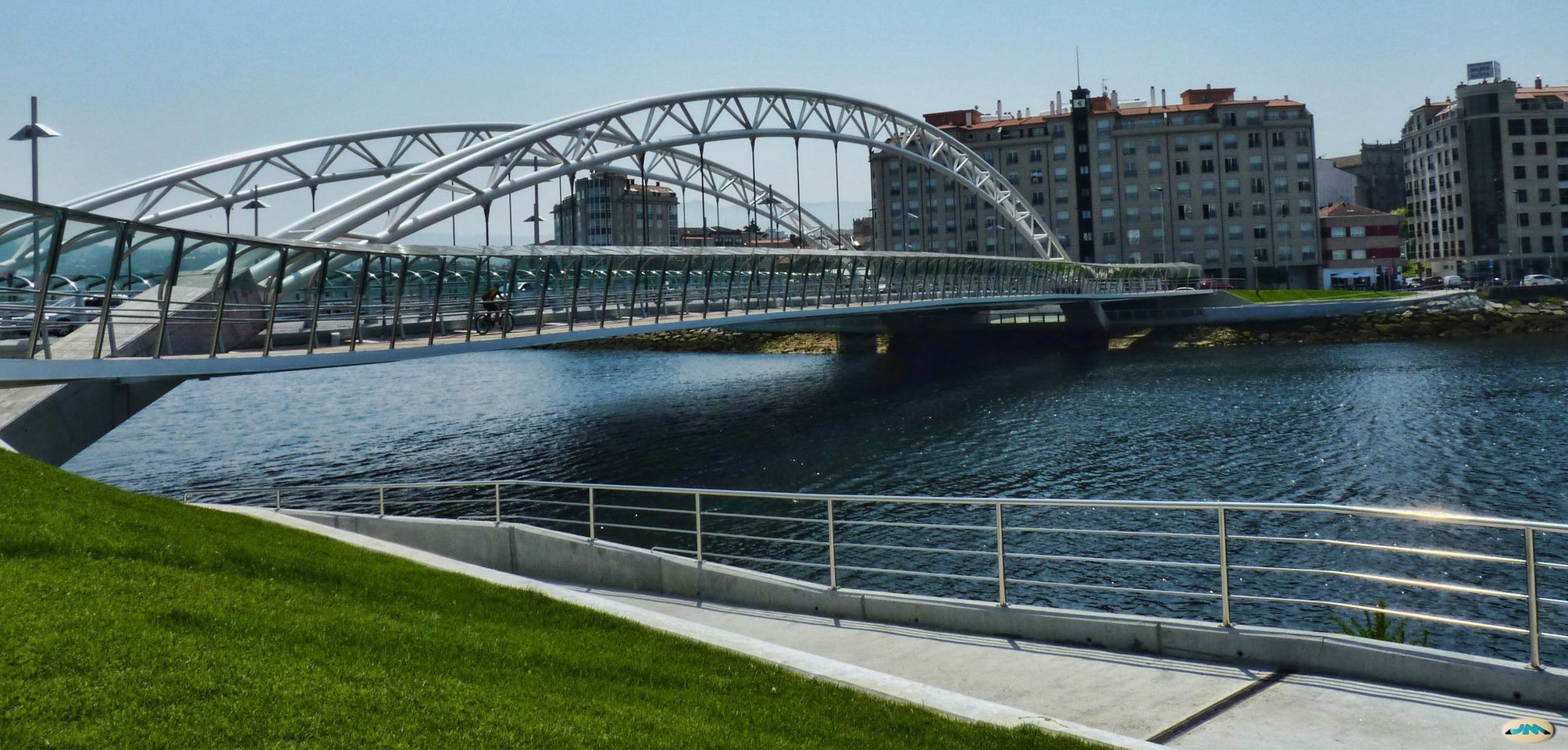
Puente de las Corrientes inaugurado en 2012.

Pontevedra destacó además como la única ciudad española presente en la Cumbre Internacional sobre el Clima celebrada en París en 2015, donde presentó su modelo urbano y compartió sus iniciativas con representantes de importantes capitales mundiales como Río de Janeiro, Seúl, Dakar, Estambul y la propia París. Posteriormente, Pontevedra también estuvo presente en las Cumbres Internacionales sobre el Clima celebradas en Madrid en 2019 y en  Glasgow en 2021.

### Desarrollo de nuevos espacios urbanos
Entre los desarrollos urbanos más recientes, destaca el barrio de A Parda, creado tras la demolición de la antigua prisión provincial pontevedresa y la construcción de nuevos edificios judiciales en 1998 y 2019. El barrio de Valdecorvos, iniciado en 2008, y la apertura del puente de las Corrientes en 2012, que ha mejorado el acceso a la AP-9 y a las playas de la ría de Pontevedra son otros de los proyectos llevados a cabo a principios de siglo.

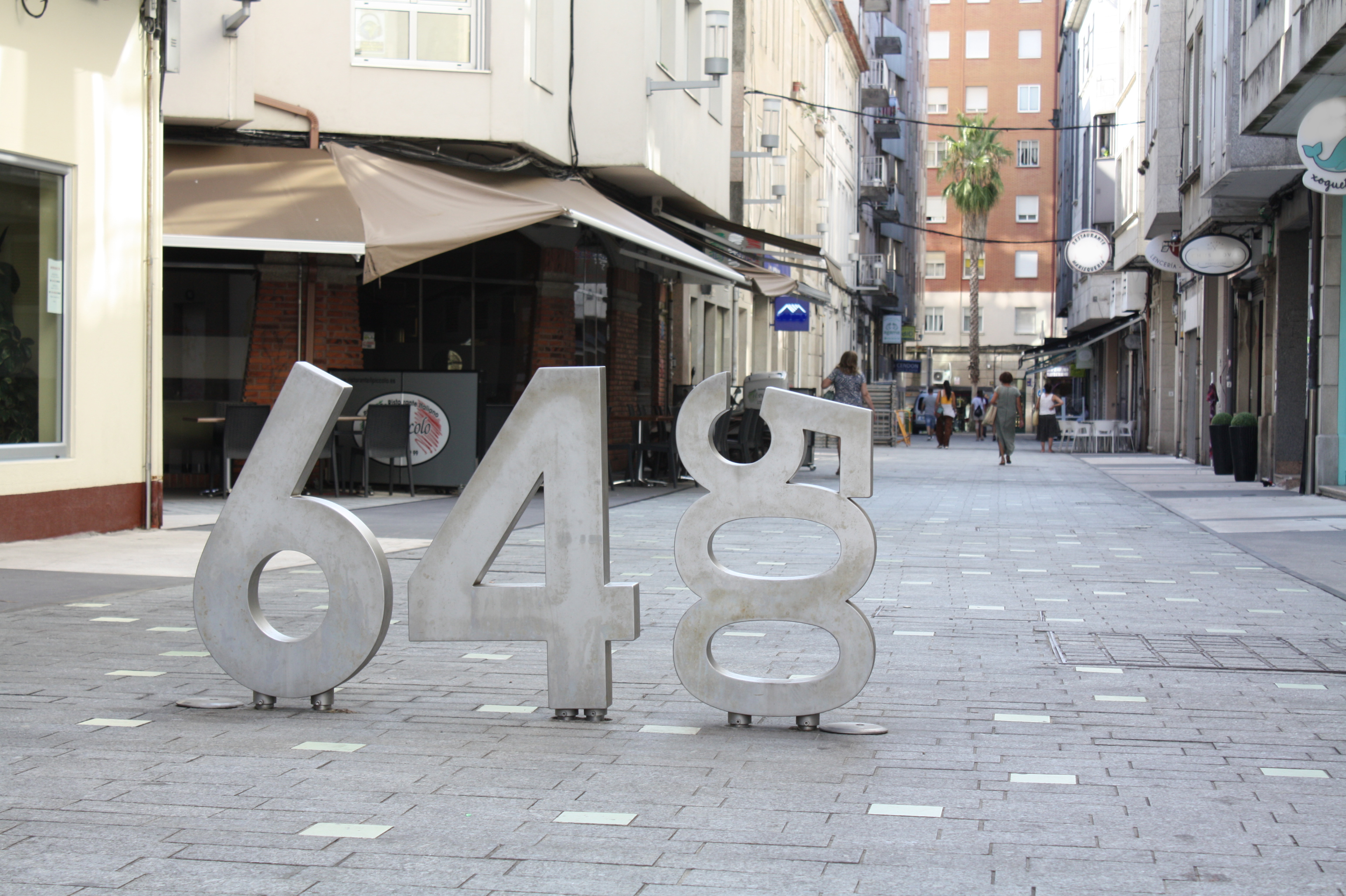
Calle Virgen del Camino peatonalizada en 2019.

La Ciudad Administrativa en el barrio de Campolongo se construyó en 2008, lo que propició la expansión del barrio hacia el sur, y ese mismo año se impulsó la urbanización del barrio de A Eiriña. La transformación de los terrenos de la antigua fábrica de Tafisa, junto al río Lérez, que comenzó en 2011 y concluyó en 2015, continúa en desarrollo. En septiembre de 2015 se inauguró la avenida Josefina Arruti, que se convirtió en el principal acceso y salida de la ciudad por el sur. Las renovaciones urbanísticas también han alcanzado otros barrios y calles, como O Burgo, O Castañal y Salgueiriños, con un enfoque especial en el trazado del Camino de Santiago Portugués. En 2019, se renovaron y peatonalizaron las calles Virgen del Camino y Gorgullón, en 2020 se peatonalizó el puente del Burgo, y en 2024 se empezó la reforma integral de la calle Santiña en el barrio de O Burgo, continuando con la transformación urbana de Pontevedra. En cuanto a los ejes viarios de acceso a la ciudad, en octubre de 2019 se inauguró la Ronda Este (denominada Avenida de las Chans en febrero de 2025), de casi un kilómetro de longitud, que circunvaló el barrio de A Parda por el este y mejoró el acceso al Hospital Gran Montecelo.

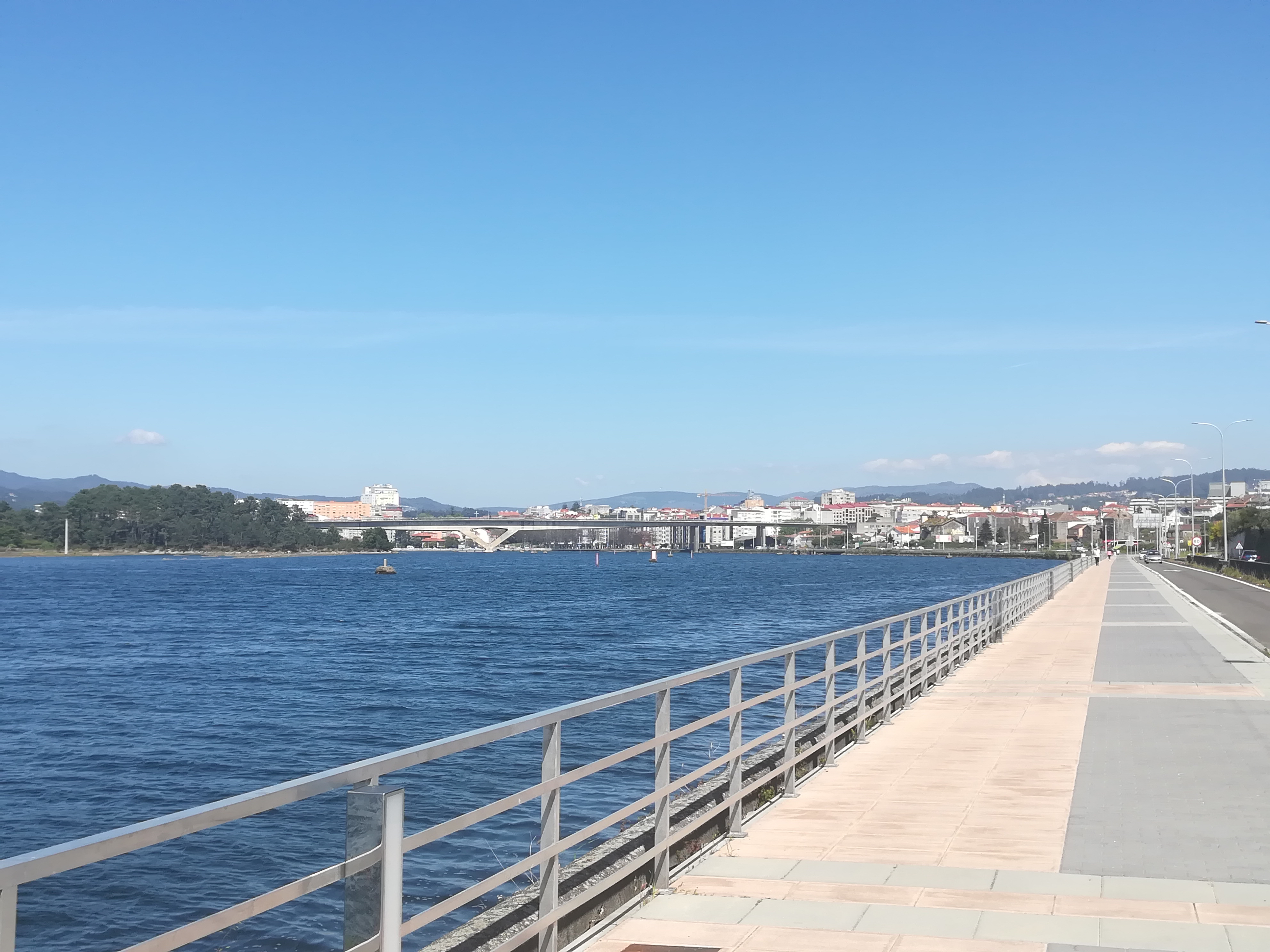
Tramo del Paseo marítimo de Pontevedra inaugurado en 2022.

En 2025 la Junta de Galicia presentó el proyecto para la expansión urbanística de la ciudad hacia el sureste, con la expropiación de terrenos y la construcción de una bolsa de más de 2000 viviendas entre San Mauro y O Marco.
Además en las últimas dos décadas, la ciudad ha recuperado su contacto con el litoral incluyendo la ría de Pontevedra y el río Lérez, a través del Paseo marítimo de Pontevedra. Asimismo la ciudad ha experimentado un notable crecimiento en sus zonas verdes, con la creación de nuevos parques que han transformado el paisaje urbano. Entre estas iniciativas, destaca la transformación en 2000, de las marismas del Alba en un extenso parque natural al norte de la ciudad, y la creación en 2007 del parque lineal a lo largo del río Gafos, en 2008 del parque de María Vinyals, en 2010 del parque de Valdecorvos, en 2015 del parque de Tafisa y el comienzo de la urbanización del parque de A Parda a principios de 2025 y el proyecto del parque de la Camelia. También se han creado varios parques forestales periurbanos destinados al ocio: Pontillón de Castro en 2010, y A Fracha y A Tomba en 2021 y se acondicionaron la playa del Lérez en 2009 y las sendas de las márgenes del Lérez, la última en la margen derecha del río en 2016.